# Llista d'asteroides (367001-368000)
Llista d'asteroides del 367.001 al 368.000, amb data de descoberta i descobridor. És un fragment de la llista d'asteroides completa. Als asteroides se'ls dona un número quan es confirma la seva òrbita, per tant apareixen llistats aproximadament segons la data de descobriment.

## 367001-367100
| Nom    | Designació provisional | Data de descobriment   | Lloc de descobriment | Descobridor/s        |
| ------ | ---------------------- | ---------------------- | -------------------- | -------------------- |
| 367001 | 2006 AQ10              | 4 de gener de 2006     | Catalina             | CSS                  |
| 367002 | 2006 AG15              | 25 de desembre de 2005 | Mount Lemmon         | Mt. Lemmon Survey    |
| 367003 | 2006 AU15              | 2 de gener de 2006     | Catalina             | CSS                  |
| 367004 | 2006 AK56              | 7 de gener de 2006     | Mount Lemmon         | Mt. Lemmon Survey    |
| 367005 | 2006 AL61              | 5 de gener de 2006     | Kitt Peak            | Spacewatch           |
| 367006 | 2006 AM67              | 28 de desembre de 2005 | Kitt Peak            | Spacewatch           |
| 367007 | 2006 AT72              | 25 de novembre de 2005 | Mount Lemmon         | Mt. Lemmon Survey    |
| 367008 | 2006 AA78              | 8 de gener de 2006     | Kitt Peak            | Spacewatch           |
| 367009 | 2006 AT105             | 8 de gener de 2006     | Mount Lemmon         | Mt. Lemmon Survey    |
| 367010 | 2006 AG106             | 5 de gener de 2006     | Mount Lemmon         | Mt. Lemmon Survey    |
| 367011 | 2006 BK36              | 23 de gener de 2006    | Kitt Peak            | Spacewatch           |
| 367012 | 2006 BB56              | 23 de gener de 2006    | Mount Lemmon         | Mt. Lemmon Survey    |
| 367013 | 2006 BA96              | 26 de gener de 2006    | Kitt Peak            | Spacewatch           |
| 367014 | 2006 BA102             | 6 de gener de 2006     | Mount Lemmon         | Mt. Lemmon Survey    |
| 367015 | 2006 BO102             | 23 de gener de 2006    | Mount Lemmon         | Mt. Lemmon Survey    |
| 367016 | 2006 BR106             | 25 de gener de 2006    | Kitt Peak            | Spacewatch           |
| 367017 | 2006 BN113             | 25 de gener de 2006    | Kitt Peak            | Spacewatch           |
| 367018 | 2006 BH120             | 8 de gener de 2006     | Mount Lemmon         | Mt. Lemmon Survey    |
| 367019 | 2006 BV121             | 26 de gener de 2006    | Mount Lemmon         | Mt. Lemmon Survey    |
| 367020 | 2006 BF130             | 26 de gener de 2006    | Kitt Peak            | Spacewatch           |
| 367021 | 2006 BW134             | 27 de gener de 2006    | Mount Lemmon         | Mt. Lemmon Survey    |
| 367022 | 2006 BR174             | 27 de gener de 2006    | Kitt Peak            | Spacewatch           |
| 367023 | 2006 BP177             | 27 de gener de 2006    | Mount Lemmon         | Mt. Lemmon Survey    |
| 367024 | 2006 BJ194             | 30 de gener de 2006    | Kitt Peak            | Spacewatch           |
| 367025 | 2006 BB255             | 23 de gener de 2006    | Mount Lemmon         | Mt. Lemmon Survey    |
| 367026 | 2006 BX274             | 23 de gener de 2006    | Mount Lemmon         | Mt. Lemmon Survey    |
| 367027 | 2006 BY275             | 23 de gener de 2006    | Kitt Peak            | Spacewatch           |
| 367028 | 2006 BF276             | 30 de gener de 2006    | Kitt Peak            | Spacewatch           |
| 367029 | 2006 CC                | 1 de febrer de 2006    | 7300                 | W. K. Y. Yeung       |
| 367030 | 2006 CC10              | 4 de febrer de 2006    | Las Cruces           | D. S. Dixon          |
| 367031 | 2006 CJ11              | 1 de febrer de 2006    | Kitt Peak            | Spacewatch           |
| 367032 | 2006 CF16              | 1 de febrer de 2006    | Mount Lemmon         | Mt. Lemmon Survey    |
| 367033 | 2006 CV58              | 6 de febrer de 2006    | Mount Lemmon         | Mt. Lemmon Survey    |
| 367034 | 2006 CR61              | 3 de febrer de 2006    | Anderson Mesa        | LONEOS               |
| 367035 | 2006 DV3               | 20 de febrer de 2006   | Catalina             | CSS                  |
| 367036 | 2006 DP18              | 31 de gener de 2006    | Kitt Peak            | Spacewatch           |
| 367037 | 2006 DT79              | 24 de febrer de 2006   | Kitt Peak            | Spacewatch           |
| 367038 | 2006 DD125             | 30 de gener de 2006    | Kitt Peak            | Spacewatch           |
| 367039 | 2006 DF130             | 25 de febrer de 2006   | Kitt Peak            | Spacewatch           |
| 367040 | 2006 DG178             | 27 de febrer de 2006   | Mount Lemmon         | Mt. Lemmon Survey    |
| 367041 | 2006 DW195             | 28 de gener de 2006    | Anderson Mesa        | LONEOS               |
| 367042 | 2006 EH5               | 2 de març de 2006      | Kitt Peak            | Spacewatch           |
| 367043 | 2006 EE10              | 2 de març de 2006      | Kitt Peak            | Spacewatch           |
| 367044 | 2006 ER10              | 2 de març de 2006      | Kitt Peak            | Spacewatch           |
| 367045 | 2006 EC35              | 3 de març de 2006      | Kitt Peak            | Spacewatch           |
| 367046 | 2006 FR14              | 23 de març de 2006     | Kitt Peak            | Spacewatch           |
| 367047 | 2006 FL36              | 26 de març de 2006     | Pla D'Arguines       | Pla D'Arguines       |
| 367048 | 2006 FV43              | 6 d'abril de 1995      | Kitt Peak            | Spacewatch           |
| 367049 | 2006 GO47              | 9 d'abril de 2006      | Kitt Peak            | Spacewatch           |
| 367050 | 2006 HW12              | 19 d'abril de 2006     | Kitt Peak            | Spacewatch           |
| 367051 | 2006 HR31              | 19 d'abril de 2006     | Kitt Peak            | Spacewatch           |
| 367052 | 2006 JO23              | 3 de maig de 2006      | Mount Lemmon         | Mt. Lemmon Survey    |
| 367053 | 2006 JA43              | 2 de maig de 2006      | Mount Lemmon         | Mt. Lemmon Survey    |
| 367054 | 2006 JL45              | 8 de maig de 2006      | Mount Lemmon         | Mt. Lemmon Survey    |
| 367055 | 2006 JO65              | 1 de maig de 2006      | Kitt Peak            | M. W. Buie           |
| 367056 | 2006 KO30              | 20 de maig de 2006     | Kitt Peak            | Spacewatch           |
| 367057 | 2006 KG42              | 20 de maig de 2006     | Kitt Peak            | Spacewatch           |
| 367058 | 2006 KU47              | 21 de maig de 2006     | Kitt Peak            | Spacewatch           |
| 367059 | 2006 KD52              | 21 de maig de 2006     | Kitt Peak            | Spacewatch           |
| 367060 | 2006 KK55              | 21 de maig de 2006     | Kitt Peak            | Spacewatch           |
| 367061 | 2006 KM69              | 22 de maig de 2006     | Kitt Peak            | Spacewatch           |
| 367062 | 2006 KA88              | 24 de maig de 2006     | Kitt Peak            | Spacewatch           |
| 367063 | 2006 MT5               | 17 de juny de 2006     | Kitt Peak            | Spacewatch           |
| 367064 | 2006 MH7               | 18 de juny de 2006     | Kitt Peak            | Spacewatch           |
| 367065 | 2006 MD10              | 21 de juny de 2006     | Kitt Peak            | Spacewatch           |
| 367066 | 2006 OP10              | 25 de juliol de 2006   | Ottmarsheim          | C. Rinner            |
| 367067 | 2006 OJ20              | 31 de juliol de 2006   | Siding Spring        | Siding Spring Survey |
| 367068 | 2006 PE8               | 12 d'agost de 2006     | Lulin                | H.-C. Lin, Q.-z. Ye  |
| 367069 | 2006 PK9               | 13 d'agost de 2006     | Palomar              | NEAT                 |
| 367070 | 2006 PS10              | 13 d'agost de 2006     | Palomar              | NEAT                 |
| 367071 | 2006 PK15              | 15 d'agost de 2006     | Palomar              | NEAT                 |
| 367072 | 2006 PV19              | 13 d'agost de 2006     | Palomar              | NEAT                 |
| 367073 | 2006 PZ19              | 14 d'agost de 2006     | Palomar              | NEAT                 |
| 367074 | 2006 PA21              | 15 d'agost de 2006     | Palomar              | NEAT                 |
| 367075 | 2006 PK21              | 15 d'agost de 2006     | Palomar              | NEAT                 |
| 367076 | 2006 PA25              | 13 d'agost de 2006     | Palomar              | NEAT                 |
| 367077 | 2006 PY28              | 15 d'agost de 2006     | Siding Spring        | Siding Spring Survey |
| 367078 | 2006 PH29              | 12 d'agost de 2006     | Palomar              | NEAT                 |
| 367079 | 2006 QY1               | 17 d'agost de 2006     | Palomar              | NEAT                 |
| 367080 | 2006 QV4               | 19 d'agost de 2006     | Pla D'Arguines       | R. Ferrando          |
| 367081 | 2006 QT6               | 17 d'agost de 2006     | Palomar              | NEAT                 |
| 367082 | 2006 QC8               | 19 d'agost de 2006     | Kitt Peak            | Spacewatch           |
| 367083 | 2006 QS9               | 21 de juliol de 2006   | Mount Lemmon         | Mt. Lemmon Survey    |
| 367084 | 2006 QT13              | 26 de maig de 2006     | Mount Lemmon         | Mt. Lemmon Survey    |
| 367085 | 2006 QY31              | 26 de maig de 2006     | Mount Lemmon         | Mt. Lemmon Survey    |
| 367086 | 2006 QY42              | 17 d'agost de 2006     | Palomar              | NEAT                 |
| 367087 | 2006 QE43              | 18 d'agost de 2006     | Kitt Peak            | Spacewatch           |
| 367088 | 2006 QE53              | 23 d'agost de 2006     | Palomar              | NEAT                 |
| 367089 | 2006 QZ79              | 24 d'agost de 2006     | Socorro              | LINEAR               |
| 367090 | 2006 QH91              | 21 de juliol de 2006   | Catalina             | CSS                  |
| 367091 | 2006 QO95              | 16 d'agost de 2006     | Palomar              | NEAT                 |
| 367092 | 2006 QF97              | 19 d'agost de 2006     | Kitt Peak            | Spacewatch           |
| 367093 | 2006 QR112             | 23 d'agost de 2006     | Palomar              | NEAT                 |
| 367094 | 2006 QR131             | 22 d'agost de 2006     | Palomar              | NEAT                 |
| 367095 | 2006 QU165             | 29 d'agost de 2006     | Catalina             | CSS                  |
| 367096 | 2006 QK187             | 27 d'agost de 2006     | Anderson Mesa        | LONEOS               |
| 367097 | 2006 QN187             | 28 d'agost de 2006     | Anderson Mesa        | LONEOS               |
| 367098 | 2006 RP4               | 12 de setembre de 2006 | Catalina             | CSS                  |
| 367099 | 2006 RV5               | 14 de setembre de 2006 | Kitt Peak            | Spacewatch           |
| 367100 | 2006 RC10              | 13 de setembre de 2006 | Palomar              | NEAT                 |

## 367101-367200
| Nom    | Designació provisional | Data de descobriment   | Lloc de descobriment | Descobridor/s     |
| ------ | ---------------------- | ---------------------- | -------------------- | ----------------- |
| 367101 | 2006 RX11              | 13 de setembre de 2006 | Palomar              | NEAT              |
| 367102 | 2006 RD16              | 14 de setembre de 2006 | Palomar              | NEAT              |
| 367103 | 2006 RC20              | 15 de setembre de 2006 | Kitt Peak            | Spacewatch        |
| 367104 | 2006 RM21              | 15 de setembre de 2006 | Kitt Peak            | Spacewatch        |
| 367105 | 2006 RK22              | 14 de setembre de 2006 | Mayhill              | A. Lowe           |
| 367106 | 2006 RR30              | 15 de setembre de 2006 | Kitt Peak            | Spacewatch        |
| 367107 | 2006 RK40              | 13 de setembre de 2006 | Palomar              | NEAT              |
| 367108 | 2006 RX55              | 14 de setembre de 2006 | Kitt Peak            | Spacewatch        |
| 367109 | 2006 RQ77              | 15 de setembre de 2006 | Kitt Peak            | Spacewatch        |
| 367110 | 2006 RB89              | 15 de setembre de 2006 | Kitt Peak            | Spacewatch        |
| 367111 | 2006 SQ17              | 17 de setembre de 2006 | Kitt Peak            | Spacewatch        |
| 367112 | 2006 ST24              | 16 de setembre de 2006 | Catalina             | CSS               |
| 367113 | 2006 SM26              | 16 de setembre de 2006 | Catalina             | CSS               |
| 367114 | 2006 SC33              | 17 de setembre de 2006 | Kitt Peak            | Spacewatch        |
| 367115 | 2006 SU52              | 19 de setembre de 2006 | Anderson Mesa        | LONEOS            |
| 367116 | 2006 SJ65              | 17 de setembre de 2006 | Kitt Peak            | Spacewatch        |
| 367117 | 2006 SD74              | 21 de juliol de 2006   | Mount Lemmon         | Mt. Lemmon Survey |
| 367118 | 2006 SF74              | 19 de setembre de 2006 | Kitt Peak            | Spacewatch        |
| 367119 | 2006 SX91              | 18 de setembre de 2006 | Kitt Peak            | Spacewatch        |
| 367120 | 2006 SX99              | 18 de setembre de 2006 | Kitt Peak            | Spacewatch        |
| 367121 | 2006 SH109             | 19 de setembre de 2006 | Kitt Peak            | Spacewatch        |
| 367122 | 2006 SC128             | 17 de setembre de 2006 | Kitt Peak            | Spacewatch        |
| 367123 | 2006 SS129             | 29 d'agost de 2006     | Anderson Mesa        | LONEOS            |
| 367124 | 2006 SE131             | 25 de setembre de 2006 | Eskridge             | Eskridge          |
| 367125 | 2006 SB145             | 19 de setembre de 2006 | Kitt Peak            | Spacewatch        |
| 367126 | 2006 SE183             | 18 de setembre de 2006 | Kitt Peak            | Spacewatch        |
| 367127 | 2006 SP202             | 25 de setembre de 2006 | Kitt Peak            | Spacewatch        |
| 367128 | 2006 SO246             | 26 de setembre de 2006 | Mount Lemmon         | Mt. Lemmon Survey |
| 367129 | 2006 ST306             | 27 de setembre de 2006 | Mount Lemmon         | Mt. Lemmon Survey |
| 367130 | 2006 SF314             | 17 de setembre de 2006 | Kitt Peak            | Spacewatch        |
| 367131 | 2006 SQ355             | 30 de setembre de 2006 | Catalina             | CSS               |
| 367132 | 2006 SM361             | 30 de setembre de 2006 | Mount Lemmon         | Mt. Lemmon Survey |
| 367133 | 2006 SQ403             | 28 de setembre de 2006 | Catalina             | CSS               |
| 367134 | 2006 TZ7               | 11 d'octubre de 2006   | Palomar              | NEAT              |
| 367135 | 2006 TX29              | 12 d'octubre de 2006   | Kitt Peak            | Spacewatch        |
| 367136 | 2006 TK31              | 12 d'octubre de 2006   | Kitt Peak            | Spacewatch        |
| 367137 | 2006 TS43              | 12 d'octubre de 2006   | Kitt Peak            | Spacewatch        |
| 367138 | 2006 TX47              | 12 d'octubre de 2006   | Kitt Peak            | Spacewatch        |
| 367139 | 2006 TL68              | 11 d'octubre de 2006   | Palomar              | NEAT              |
| 367140 | 2006 TN81              | 4 d'octubre de 2006    | Mount Lemmon         | Mt. Lemmon Survey |
| 367141 | 2006 TX95              | 12 d'octubre de 2006   | Kitt Peak            | Spacewatch        |
| 367142 | 2006 TT96              | 12 d'octubre de 2006   | Palomar              | NEAT              |
| 367143 | 2006 TD102             | 15 d'octubre de 2006   | Kitt Peak            | Spacewatch        |
| 367144 | 2006 UM23              | 16 d'octubre de 2006   | Kitt Peak            | Spacewatch        |
| 367145 | 2006 UD46              | 30 de setembre de 2006 | Mount Lemmon         | Mt. Lemmon Survey |
| 367146 | 2006 UE49              | 17 de setembre de 2006 | Catalina             | CSS               |
| 367147 | 2006 UX61              | 29 d'agost de 2006     | Catalina             | CSS               |
| 367148 | 2006 UZ64              | 16 d'octubre de 2006   | Kitt Peak            | Spacewatch        |
| 367149 | 2006 UU70              | 16 d'octubre de 2006   | Catalina             | CSS               |
| 367150 | 2006 UH98              | 18 d'octubre de 2006   | Kitt Peak            | Spacewatch        |
| 367151 | 2006 UL118             | 19 d'octubre de 2006   | Kitt Peak            | Spacewatch        |
| 367152 | 2006 UP143             | 19 d'octubre de 2006   | Palomar              | NEAT              |
| 367153 | 2006 UW199             | 21 d'octubre de 2006   | Catalina             | CSS               |
| 367154 | 2006 UE231             | 21 d'octubre de 2006   | Palomar              | NEAT              |
| 367155 | 2006 UA243             | 14 de setembre de 2006 | Kitt Peak            | Spacewatch        |
| 367156 | 2006 UM248             | 27 d'octubre de 2006   | Mount Lemmon         | Mt. Lemmon Survey |
| 367157 | 2006 UR252             | 27 de setembre de 2006 | Mount Lemmon         | Mt. Lemmon Survey |
| 367158 | 2006 VY22              | 10 de novembre de 2006 | Kitt Peak            | Spacewatch        |
| 367159 | 2006 VZ29              | 10 de novembre de 2006 | Kitt Peak            | Spacewatch        |
| 367160 | 2006 VX33              | 27 d'octubre de 2006   | Mount Lemmon         | Mt. Lemmon Survey |
| 367161 | 2006 VA43              | 13 de novembre de 2006 | Kitt Peak            | Spacewatch        |
| 367162 | 2006 VB67              | 11 de novembre de 2006 | Catalina             | CSS               |
| 367163 | 2006 VU79              | 28 de setembre de 2006 | Mount Lemmon         | Mt. Lemmon Survey |
| 367164 | 2006 VN124             | 14 de novembre de 2006 | Kitt Peak            | Spacewatch        |
| 367165 | 2006 VC139             | 1 de novembre de 2006  | Mount Lemmon         | Mt. Lemmon Survey |
| 367166 | 2006 WR54              | 16 de novembre de 2006 | Kitt Peak            | Spacewatch        |
| 367167 | 2006 WR55              | 22 d'octubre de 2006   | Mount Lemmon         | Mt. Lemmon Survey |
| 367168 | 2006 WZ86              | 18 de novembre de 2006 | Socorro              | LINEAR            |
| 367169 | 2006 WT123             | 21 de novembre de 2006 | Mount Lemmon         | Mt. Lemmon Survey |
| 367170 | 2006 WQ175             | 23 de novembre de 2006 | Mount Lemmon         | Mt. Lemmon Survey |
| 367171 | 2006 WO200             | 21 de novembre de 2006 | Mount Lemmon         | Mt. Lemmon Survey |
| 367172 | 2006 XT5               | 7 de desembre de 2006  | Palomar              | NEAT              |
| 367173 | 2006 XN16              | 10 de desembre de 2006 | Kitt Peak            | Spacewatch        |
| 367174 | 2006 XB19              | 11 de desembre de 2006 | Kitt Peak            | Spacewatch        |
| 367175 | 2006 XP25              | 12 de desembre de 2006 | Mount Lemmon         | Mt. Lemmon Survey |
| 367176 | 2006 XK26              | 12 de desembre de 2006 | Mount Lemmon         | Mt. Lemmon Survey |
| 367177 | 2006 XG27              | 13 de desembre de 2006 | Kitt Peak            | Spacewatch        |
| 367178 | 2006 XF35              | 11 de desembre de 2006 | Kitt Peak            | Spacewatch        |
| 367179 | 2006 XS58              | 1 de desembre de 2006  | Mount Lemmon         | Mt. Lemmon Survey |
| 367180 | 2006 XC68              | 15 de desembre de 2006 | Mount Lemmon         | Mt. Lemmon Survey |
| 367181 | 2006 YT                | 16 de desembre de 2006 | Kitt Peak            | Spacewatch        |
| 367182 | 2006 YC7               | 20 de desembre de 2006 | Palomar              | NEAT              |
| 367183 | 2006 YC11              | 21 de desembre de 2006 | Kitt Peak            | Spacewatch        |
| 367184 | 2006 YN17              | 15 de novembre de 2006 | Mount Lemmon         | Mt. Lemmon Survey |
| 367185 | 2006 YZ25              | 21 de desembre de 2006 | Kitt Peak            | Spacewatch        |
| 367186 | 2006 YR34              | 21 de desembre de 2006 | Kitt Peak            | Spacewatch        |
| 367187 | 2006 YY36              | 21 de novembre de 2006 | Mount Lemmon         | Mt. Lemmon Survey |
| 367188 | 2006 YU44              | 23 de desembre de 2006 | Piszkesteto          | K. Sarneczky      |
| 367189 | 2006 YD46              | 18 de novembre de 2006 | Mount Lemmon         | Mt. Lemmon Survey |
| 367190 | 2006 YR48              | 24 de desembre de 2006 | Mount Lemmon         | Mt. Lemmon Survey |
| 367191 | 2007 AL10              | 9 de gener de 2007     | Palomar              | NEAT              |
| 367192 | 2007 AV24              | 28 de novembre de 2006 | Mount Lemmon         | Mt. Lemmon Survey |
| 367193 | 2007 AT25              | 15 de gener de 2007    | Anderson Mesa        | LONEOS            |
| 367194 | 2007 AY25              | 15 de gener de 2007    | Anderson Mesa        | LONEOS            |
| 367195 | 2007 AJ26              | 21 de novembre de 2006 | Mount Lemmon         | Mt. Lemmon Survey |
| 367196 | 2007 AT28              | 10 de gener de 2007    | Mount Lemmon         | Mt. Lemmon Survey |
| 367197 | 2007 BC3               | 21 de gener de 2007    | Great Shefford       | P. Birtwhistle    |
| 367198 | 2007 BG16              | 17 de gener de 2007    | Kitt Peak            | Spacewatch        |
| 367199 | 2007 BM17              | 17 de gener de 2007    | Palomar              | NEAT              |
| 367200 | 2007 BY17              | 17 de gener de 2007    | Palomar              | NEAT              |

## 367201-367300
| Nom    | Designació provisional | Data de descobriment   | Lloc de descobriment | Descobridor/s        |
| ------ | ---------------------- | ---------------------- | -------------------- | -------------------- |
| 367201 | 2007 BL65              | 27 de gener de 2007    | Mount Lemmon         | Mt. Lemmon Survey    |
| 367202 | 2007 CZ4               | 6 de febrer de 2007    | Mount Lemmon         | Mt. Lemmon Survey    |
| 367203 | 2007 CB9               | 24 de desembre de 2006 | Kitt Peak            | Spacewatch           |
| 367204 | 2007 CX37              | 6 de febrer de 2007    | Mount Lemmon         | Mt. Lemmon Survey    |
| 367205 | 2007 CY46              | 27 de novembre de 2006 | Mount Lemmon         | Mt. Lemmon Survey    |
| 367206 | 2007 CO55              | 13 de febrer de 2007   | Mount Lemmon         | Mt. Lemmon Survey    |
| 367207 | 2007 CA59              | 1 de setembre de 2005  | Palomar              | NEAT                 |
| 367208 | 2007 DN14              | 17 de febrer de 2007   | Kitt Peak            | Spacewatch           |
| 367209 | 2007 DJ16              | 27 de desembre de 2006 | Mount Lemmon         | Mt. Lemmon Survey    |
| 367210 | 2007 DO16              | 24 de març de 2003     | Kitt Peak            | Spacewatch           |
| 367211 | 2007 DL18              | 17 de febrer de 2007   | Kitt Peak            | Spacewatch           |
| 367212 | 2007 DM56              | 21 de febrer de 2007   | Mount Lemmon         | Mt. Lemmon Survey    |
| 367213 | 2007 DV68              | 21 de febrer de 2007   | Kitt Peak            | Spacewatch           |
| 367214 | 2007 DL91              | 23 de febrer de 2007   | Mount Lemmon         | Mt. Lemmon Survey    |
| 367215 | 2007 DQ113             | 21 de febrer de 2007   | Mount Lemmon         | Mt. Lemmon Survey    |
| 367216 | 2007 EC16              | 9 de març de 2007      | Palomar              | NEAT                 |
| 367217 | 2007 EZ46              | 9 de març de 2007      | Kitt Peak            | Spacewatch           |
| 367218 | 2007 EX47              | 9 de març de 2007      | Mount Lemmon         | Mt. Lemmon Survey    |
| 367219 | 2007 EF79              | 10 de març de 2007     | Kitt Peak            | Spacewatch           |
| 367220 | 2007 EU87              | 14 de març de 2007     | Mount Lemmon         | Mt. Lemmon Survey    |
| 367221 | 2007 EF92              | 10 de març de 2007     | Kitt Peak            | Spacewatch           |
| 367222 | 2007 EH140             | 12 de març de 2007     | Mount Lemmon         | Mt. Lemmon Survey    |
| 367223 | 2007 EF170             | 14 de març de 2007     | Kitt Peak            | Spacewatch           |
| 367224 | 2007 EN201             | 12 de març de 2007     | Catalina             | CSS                  |
| 367225 | 2007 EN219             | 15 de març de 2007     | Kitt Peak            | Spacewatch           |
| 367226 | 2007 FS23              | 26 de febrer de 2007   | Mount Lemmon         | Mt. Lemmon Survey    |
| 367227 | 2007 FY46              | 16 de març de 2007     | Mount Lemmon         | Mt. Lemmon Survey    |
| 367228 | 2007 GZ4               | 11 d'abril de 2007     | Gaisberg             | R. Gierlinger        |
| 367229 | 2007 GF20              | 11 d'abril de 2007     | Kitt Peak            | Spacewatch           |
| 367230 | 2007 HY13              | 21 de febrer de 2007   | Kitt Peak            | Spacewatch           |
| 367231 | 2007 HG24              | 13 de març de 2007     | Mount Lemmon         | Mt. Lemmon Survey    |
| 367232 | 2007 HJ37              | 20 d'abril de 2007     | Kitt Peak            | Spacewatch           |
| 367233 | 2007 HH41              | 28 de gener de 2007    | Kitt Peak            | Spacewatch           |
| 367234 | 2007 HZ50              | 20 d'abril de 2007     | Kitt Peak            | Spacewatch           |
| 367235 | 2007 HJ73              | 22 d'abril de 2007     | Kitt Peak            | Spacewatch           |
| 367236 | 2007 HM84              | 22 d'abril de 2007     | Mount Lemmon         | Mt. Lemmon Survey    |
| 367237 | 2007 HE86              | 24 d'abril de 2007     | Kitt Peak            | Spacewatch           |
| 367238 | 2007 HL95              | 24 d'abril de 2007     | Mount Lemmon         | Mt. Lemmon Survey    |
| 367239 | 2007 JL12              | 7 de maig de 2007      | Kitt Peak            | Spacewatch           |
| 367240 | 2007 JE18              | 8 de maig de 2007      | Kitt Peak            | Spacewatch           |
| 367241 | 2007 JC26              | 9 de maig de 2007      | Kitt Peak            | Spacewatch           |
| 367242 | 2007 JK39              | 15 de maig de 2007     | Kitt Peak            | Spacewatch           |
| 367243 | 2007 LP2               | 25 d'abril de 2007     | Mount Lemmon         | Mt. Lemmon Survey    |
| 367244 | 2007 LT3               | 8 de juny de 2007      | Kitt Peak            | Spacewatch           |
| 367245 | 2007 LR4               | 8 de juny de 2007      | Kitt Peak            | Spacewatch           |
| 367246 | 2007 LA20              | 9 de juny de 2007      | Kitt Peak            | Spacewatch           |
| 367247 | 2007 MJ5               | 17 de juny de 2007     | Kitt Peak            | Spacewatch           |
| 367248 | 2007 MK13              | 21 de juny de 2007     | Catalina             | CSS                  |
| 367249 | 2007 PC28              | 12 d'agost de 2007     | San Marcello         | San Marcello         |
| 367250 | 2007 PA46              | 10 d'agost de 2007     | Kitt Peak            | Spacewatch           |
| 367251 | 2007 PN49              | 10 d'agost de 2007     | Kitt Peak            | Spacewatch           |
| 367252 | 2007 RU34              | 6 de setembre de 2007  | Anderson Mesa        | LONEOS               |
| 367253 | 2007 RO62              | 10 de setembre de 2007 | Mount Lemmon         | Mt. Lemmon Survey    |
| 367254 | 2007 RS85              | 11 d'agost de 2007     | Socorro              | LINEAR               |
| 367255 | 2007 RX97              | 10 de setembre de 2007 | Kitt Peak            | Spacewatch           |
| 367256 | 2007 RR114             | 11 de setembre de 2007 | Kitt Peak            | Spacewatch           |
| 367257 | 2007 RY263             | 15 de setembre de 2007 | Mount Lemmon         | Mt. Lemmon Survey    |
| 367258 | 2007 RM302             | 15 de setembre de 2007 | Mount Lemmon         | Mt. Lemmon Survey    |
| 367259 | 2007 RR323             | 10 de setembre de 2007 | Mount Lemmon         | Mt. Lemmon Survey    |
| 367260 | 2007 SB23              | 25 de setembre de 2007 | Mount Lemmon         | Mt. Lemmon Survey    |
| 367261 | 2007 TT1               | 4 d'octubre de 2007    | Mount Lemmon         | Mt. Lemmon Survey    |
| 367262 | 2007 TF27              | 4 d'octubre de 2007    | Kitt Peak            | Spacewatch           |
| 367263 | 2007 TR48              | 4 d'octubre de 2007    | Kitt Peak            | Spacewatch           |
| 367264 | 2007 TS48              | 4 d'octubre de 2007    | Kitt Peak            | Spacewatch           |
| 367265 | 2007 TO68              | 11 d'octubre de 2007   | Alter Satzberg       | M. Pietschnig        |
| 367266 | 2007 TC89              | 8 d'octubre de 2007    | Mount Lemmon         | Mt. Lemmon Survey    |
| 367267 | 2007 TK93              | 12 de setembre de 2007 | Mount Lemmon         | Mt. Lemmon Survey    |
| 367268 | 2007 TN93              | 6 d'octubre de 2007    | Kitt Peak            | Spacewatch           |
| 367269 | 2007 TY143             | 6 d'octubre de 2007    | Socorro              | LINEAR               |
| 367270 | 2007 TD154             | 9 d'octubre de 2007    | Socorro              | LINEAR               |
| 367271 | 2007 TH172             | 13 d'octubre de 2007   | Socorro              | LINEAR               |
| 367272 | 2007 TA181             | 8 d'octubre de 2007    | Anderson Mesa        | LONEOS               |
| 367273 | 2007 TD195             | 7 d'octubre de 2007    | Mount Lemmon         | Mt. Lemmon Survey    |
| 367274 | 2007 TC198             | 8 d'octubre de 2007    | Kitt Peak            | Spacewatch           |
| 367275 | 2007 TG214             | 7 d'octubre de 2007    | Kitt Peak            | Spacewatch           |
| 367276 | 2007 TL239             | 13 d'abril de 2002     | Palomar              | NEAT                 |
| 367277 | 2007 TQ261             | 10 d'octubre de 2007   | Kitt Peak            | Spacewatch           |
| 367278 | 2007 TO270             | 9 d'octubre de 2007    | Kitt Peak            | Spacewatch           |
| 367279 | 2007 TO274             | 11 d'octubre de 2007   | Kitt Peak            | Spacewatch           |
| 367280 | 2007 TF288             | 11 d'octubre de 2007   | Catalina             | CSS                  |
| 367281 | 2007 TU299             | 4 d'octubre de 2007    | Kitt Peak            | Spacewatch           |
| 367282 | 2007 TO319             | 12 d'octubre de 2007   | Kitt Peak            | Spacewatch           |
| 367283 | 2007 TE331             | 11 d'octubre de 2007   | Kitt Peak            | Spacewatch           |
| 367284 | 2007 TF343             | 10 d'octubre de 2007   | Mount Lemmon         | Mt. Lemmon Survey    |
| 367285 | 2007 TB387             | 12 d'octubre de 2007   | Anderson Mesa        | LONEOS               |
| 367286 | 2007 TH390             | 14 d'octubre de 2007   | Mount Lemmon         | Mt. Lemmon Survey    |
| 367287 | 2007 TF410             | 13 d'octubre de 2007   | Catalina             | CSS                  |
| 367288 | 2007 TF429             | 12 d'octubre de 2007   | Kitt Peak            | Spacewatch           |
| 367289 | 2007 US56              | 18 de març de 2002     | Kitt Peak            | Spacewatch           |
| 367290 | 2007 UP80              | 31 d'octubre de 2007   | Mount Lemmon         | Mt. Lemmon Survey    |
| 367291 | 2007 UG89              | 30 d'octubre de 2007   | Mount Lemmon         | Mt. Lemmon Survey    |
| 367292 | 2007 VO5               | 4 de novembre de 2007  | Dauban               | Chante-Perdrix       |
| 367293 | 2007 VQ46              | 1 de novembre de 2007  | Kitt Peak            | Spacewatch           |
| 367294 | 2007 VR54              | 1 de novembre de 2007  | Kitt Peak            | Spacewatch           |
| 367295 | 2007 VG55              | 1 de novembre de 2007  | Kitt Peak            | Spacewatch           |
| 367296 | 2007 VC148             | 4 de novembre de 2007  | Kitt Peak            | Spacewatch           |
| 367297 | 2007 VB175             | 20 de maig de 2006     | Siding Spring        | Siding Spring Survey |
| 367298 | 2007 VV184             | 2 de novembre de 2007  | Mount Lemmon         | Mt. Lemmon Survey    |
| 367299 | 2007 VH192             | 4 de novembre de 2007  | Mount Lemmon         | Mt. Lemmon Survey    |
| 367300 | 2007 VY281             | 14 de novembre de 2007 | Kitt Peak            | Spacewatch           |

## 367301-367400
| Nom    | Designació provisional | Data de descobriment   | Lloc de descobriment | Descobridor/s        |
| ------ | ---------------------- | ---------------------- | -------------------- | -------------------- |
| 367301 | 2007 VK288             | 12 de novembre de 2007 | Mount Lemmon         | Mt. Lemmon Survey    |
| 367302 | 2007 VF299             | 4 de novembre de 2007  | Catalina             | CSS                  |
| 367303 | 2007 VM308             | 6 de novembre de 2007  | Kitt Peak            | Spacewatch           |
| 367304 | 2007 VU311             | 1 de novembre de 2007  | Kitt Peak            | Spacewatch           |
| 367305 | 2007 VD316             | 2 de novembre de 2007  | Kitt Peak            | Spacewatch           |
| 367306 | 2007 VX325             | 16 de març de 2005     | Catalina             | CSS                  |
| 367307 | 2007 VK335             | 8 de novembre de 2007  | Mount Lemmon         | Mt. Lemmon Survey    |
| 367308 | 2007 WU5               | 17 de novembre de 2007 | Socorro              | LINEAR               |
| 367309 | 2007 WA62              | 17 de novembre de 2007 | Kitt Peak            | Spacewatch           |
| 367310 | 2007 WU62              | 19 de novembre de 2007 | Kitt Peak            | Spacewatch           |
| 367311 | 2007 YY19              | 9 de febrer de 2005    | Mount Lemmon         | Mt. Lemmon Survey    |
| 367312 | 2007 YR20              | 11 de novembre de 2007 | Mount Lemmon         | Mt. Lemmon Survey    |
| 367313 | 2007 YB35              | 30 de desembre de 2007 | Kitt Peak            | Spacewatch           |
| 367314 | 2007 YZ48              | 28 de desembre de 2007 | Kitt Peak            | Spacewatch           |
| 367315 | 2007 YR51              | 14 de desembre de 2007 | Socorro              | LINEAR               |
| 367316 | 2007 YX70              | 30 de desembre de 2007 | Catalina             | CSS                  |
| 367317 | 2007 YE73              | 20 de desembre de 2007 | Kitt Peak            | Spacewatch           |
| 367318 | 2008 AD4               | 11 de novembre de 2007 | Mount Lemmon         | Mt. Lemmon Survey    |
| 367319 | 2008 AK14              | 10 de gener de 2008    | Mount Lemmon         | Mt. Lemmon Survey    |
| 367320 | 2008 AQ35              | 30 de desembre de 2007 | Mount Lemmon         | Mt. Lemmon Survey    |
| 367321 | 2008 AC36              | 10 de gener de 2008    | Kitt Peak            | Spacewatch           |
| 367322 | 2008 AT48              | 25 de setembre de 2006 | Kitt Peak            | Spacewatch           |
| 367323 | 2008 AY57              | 30 de desembre de 2007 | Kitt Peak            | Spacewatch           |
| 367324 | 2008 AA61              | 11 de gener de 2008    | Kitt Peak            | Spacewatch           |
| 367325 | 2008 AT76              | 12 de gener de 2008    | Kitt Peak            | Spacewatch           |
| 367326 | 2008 AH96              | 14 de gener de 2008    | Kitt Peak            | Spacewatch           |
| 367327 | 2008 AQ102             | 13 de gener de 2008    | Kitt Peak            | Spacewatch           |
| 367328 | 2008 BF33              | 30 de gener de 2008    | Kitt Peak            | Spacewatch           |
| 367329 | 2008 BY35              | 30 de gener de 2008    | Kitt Peak            | Spacewatch           |
| 367330 | 2008 CW17              | 3 de febrer de 2008    | Kitt Peak            | Spacewatch           |
| 367331 | 2008 CO33              | 5 de desembre de 2007  | Mount Lemmon         | Mt. Lemmon Survey    |
| 367332 | 2008 CN75              | 11 de febrer de 2008   | Kitt Peak            | Spacewatch           |
| 367333 | 2008 CP80              | 7 de febrer de 2008    | Kitt Peak            | Spacewatch           |
| 367334 | 2008 CO127             | 8 de febrer de 2008    | Kitt Peak            | Spacewatch           |
| 367335 | 2008 CS132             | 8 de febrer de 2008    | Kitt Peak            | Spacewatch           |
| 367336 | 2008 CA183             | 3 de febrer de 2008    | Mount Lemmon         | Mt. Lemmon Survey    |
| 367337 | 2008 CC186             | 31 de gener de 2008    | Socorro              | LINEAR               |
| 367338 | 2008 CY191             | 2 de febrer de 2008    | Kitt Peak            | Spacewatch           |
| 367339 | 2008 CS193             | 8 de febrer de 2008    | Kitt Peak            | Spacewatch           |
| 367340 | 2008 CD194             | 9 de febrer de 2008    | Kitt Peak            | Spacewatch           |
| 367341 | 2008 DJ6               | 24 de febrer de 2008   | Mount Lemmon         | Mt. Lemmon Survey    |
| 367342 | 2008 DN35              | 27 de febrer de 2008   | Kitt Peak            | Spacewatch           |
| 367343 | 2008 DM39              | 27 de febrer de 2008   | Mount Lemmon         | Mt. Lemmon Survey    |
| 367344 | 2008 EF8               | 2 de març de 2008      | La Sagra             | OAM                  |
| 367345 | 2008 EW20              | 2 de març de 2008      | Kitt Peak            | Spacewatch           |
| 367346 | 2008 EP45              | 5 de març de 2008      | Mount Lemmon         | Mt. Lemmon Survey    |
| 367347 | 2008 ER55              | 11 de gener de 2008    | Kitt Peak            | Spacewatch           |
| 367348 | 2008 EZ56              | 3 d'abril de 2000      | Kitt Peak            | Spacewatch           |
| 367349 | 2008 EQ59              | 8 de març de 2008      | Mount Lemmon         | Mt. Lemmon Survey    |
| 367350 | 2008 EM75              | 7 de març de 2008      | Kitt Peak            | Spacewatch           |
| 367351 | 2008 EQ135             | 11 de març de 2008     | Kitt Peak            | Spacewatch           |
| 367352 | 2008 EW137             | 11 de març de 2008     | Kitt Peak            | Spacewatch           |
| 367353 | 2008 EE163             | 10 de març de 2008     | Kitt Peak            | Spacewatch           |
| 367354 | 2008 ED165             | 1 de març de 2008      | Kitt Peak            | Spacewatch           |
| 367355 | 2008 FU11              | 26 de març de 2008     | Mount Lemmon         | Mt. Lemmon Survey    |
| 367356 | 2008 FS12              | 26 de febrer de 2008   | Mount Lemmon         | Mt. Lemmon Survey    |
| 367357 | 2008 FM15              | 26 de març de 2008     | Kitt Peak            | Spacewatch           |
| 367358 | 2008 FV24              | 27 de març de 2008     | Kitt Peak            | Spacewatch           |
| 367359 | 2008 FH28              | 8 de març de 2008      | Kitt Peak            | Spacewatch           |
| 367360 | 2008 FS61              | 30 de març de 2008     | Kitt Peak            | Spacewatch           |
| 367361 | 2008 FF76              | 30 de març de 2008     | Catalina             | CSS                  |
| 367362 | 2008 FB94              | 29 de març de 2008     | Kitt Peak            | Spacewatch           |
| 367363 | 2008 FR99              | 30 de març de 2008     | Kitt Peak            | Spacewatch           |
| 367364 | 2008 FS115             | 31 de març de 2008     | Mount Lemmon         | Mt. Lemmon Survey    |
| 367365 | 2008 FF117             | 31 de març de 2008     | Kitt Peak            | Spacewatch           |
| 367366 | 2008 FC119             | 31 de març de 2008     | Mount Lemmon         | Mt. Lemmon Survey    |
| 367367 | 2008 FB124             | 29 de març de 2008     | Kitt Peak            | Spacewatch           |
| 367368 | 2008 FW124             | 30 de març de 2008     | Kitt Peak            | Spacewatch           |
| 367369 | 2008 FX135             | 30 de març de 2008     | Kitt Peak            | Spacewatch           |
| 367370 | 2008 GY32              | 3 d'abril de 2008      | Kitt Peak            | Spacewatch           |
| 367371 | 2008 GJ47              | 4 d'abril de 2008      | Kitt Peak            | Spacewatch           |
| 367372 | 2008 GR68              | 6 d'abril de 2008      | Kitt Peak            | Spacewatch           |
| 367373 | 2008 GG79              | 7 d'abril de 2008      | Kitt Peak            | Spacewatch           |
| 367374 | 2008 GK82              | 8 d'abril de 2008      | Kitt Peak            | Spacewatch           |
| 367375 | 2008 GG109             | 28 de febrer de 2008   | Kitt Peak            | Spacewatch           |
| 367376 | 2008 GD142             | 7 d'abril de 2008      | Catalina             | CSS                  |
| 367377 | 2008 GB143             | 5 d'abril de 2008      | Catalina             | CSS                  |
| 367378 | 2008 HB1               | 24 d'abril de 2008     | Kitt Peak            | Spacewatch           |
| 367379 | 2008 HF8               | 24 d'abril de 2008     | Kitt Peak            | Spacewatch           |
| 367380 | 2008 HN53              | 29 d'abril de 2008     | Kitt Peak            | Spacewatch           |
| 367381 | 2008 HD57              | 30 d'abril de 2008     | Kitt Peak            | Spacewatch           |
| 367382 | 2008 JF11              | 3 de maig de 2008      | Kitt Peak            | Spacewatch           |
| 367383 | 2008 JX33              | 13 de maig de 2008     | Mount Lemmon         | Mt. Lemmon Survey    |
| 367384 | 2008 JO39              | 1 de maig de 2008      | Kitt Peak            | Spacewatch           |
| 367385 | 2008 KT5               | 17 de maig de 1999     | Kitt Peak            | Spacewatch           |
| 367386 | 2008 KX37              | 11 de maig de 2008     | Socorro              | LINEAR               |
| 367387 | 2008 LN8               | 6 de juny de 2008      | Kitt Peak            | Spacewatch           |
| 367388 | 2008 LM12              | 10 de juny de 2008     | Magdalena Ridge      | W. H. Ryan           |
| 367389 | 2008 MJ3               | 30 de juny de 2008     | Kitt Peak            | Spacewatch           |
| 367390 | 2008 MB5               | 30 de juny de 2008     | Kitt Peak            | Spacewatch           |
| 367391 | 2008 NZ                | 2 de juliol de 2008    | La Sagra             | OAM                  |
| 367392 | 2008 OX9               | 31 de juliol de 2008   | Vallemare Borbon     | V. S. Casulli        |
| 367393 | 2008 OE21              | 29 de juliol de 2008   | Kitt Peak            | Spacewatch           |
| 367394 | 2008 OB22              | 30 de juliol de 2008   | Kitt Peak            | Spacewatch           |
| 367395 | 2008 OD25              | 26 de juliol de 2008   | Siding Spring        | Siding Spring Survey |
| 367396 | 2008 PM5               | 3 d'agost de 2008      | La Sagra             | OAM                  |
| 367397 | 2008 PC10              | 5 d'agost de 2008      | La Sagra             | OAM                  |
| 367398 | 2008 PW11              | 10 d'agost de 2008     | La Sagra             | OAM                  |
| 367399 | 2008 PW13              | 10 d'agost de 2008     | La Sagra             | OAM                  |
| 367400 | 2008 PH14              | 10 d'agost de 2008     | La Sagra             | OAM                  |

## 367401-367500
| Nom                | Designació provisional | Data de descobriment   | Lloc de descobriment | Descobridor/s            |
| ------------------ | ---------------------- | ---------------------- | -------------------- | ------------------------ |
| 367401             | 2008 PR15              | 6 d'agost de 2008      | Tiki                 | N. Teamo                 |
| 367402             | 2008 PO21              | 1 d'agost de 2008      | Socorro              | LINEAR                   |
| 367403             | 2008 QQ10              | 26 d'agost de 2008     | Dauban               | F. Kugel                 |
| 367404             | 2008 QX18              | 29 d'agost de 2008     | Wildberg             | R. Apitzsch              |
| 367405             | 2008 QZ21              | 26 d'agost de 2008     | Socorro              | LINEAR                   |
| 367406 Buser       | 2008 QK23              | 30 d'agost de 2008     | Winterthur           | M. Griesser              |
| 367407             | 2008 QZ29              | 27 d'agost de 2008     | La Sagra             | OAM                      |
| 367408             | 2008 QS30              | 30 d'agost de 2008     | Socorro              | LINEAR                   |
| 367409             | 2008 QT36              | 21 d'agost de 2008     | Kitt Peak            | Spacewatch               |
| 367410             | 2008 QQ41              | 21 d'agost de 2008     | Kitt Peak            | Spacewatch               |
| 367411             | 2008 RB3               | 2 de setembre de 2008  | Kitt Peak            | Spacewatch               |
| 367412             | 2008 RX23              | 5 de setembre de 2008  | Socorro              | LINEAR                   |
| 367413             | 2008 RW28              | 2 de setembre de 2008  | Kitt Peak            | Spacewatch               |
| 367414             | 2008 RZ49              | 3 de setembre de 2008  | Kitt Peak            | Spacewatch               |
| 367415             | 2008 RK61              | 4 de setembre de 2008  | Kitt Peak            | Spacewatch               |
| 367416             | 2008 RS71              | 6 de setembre de 2008  | Kitt Peak            | Spacewatch               |
| 367417             | 2008 RO80              | 3 de setembre de 2008  | Kitt Peak            | Spacewatch               |
| 367418             | 2008 RO81              | 4 de setembre de 2008  | Kitt Peak            | Spacewatch               |
| 367419             | 2008 RE82              | 4 de setembre de 2008  | Kitt Peak            | Spacewatch               |
| 367420             | 2008 RA96              | 7 de setembre de 2008  | Catalina             | CSS                      |
| 367421             | 2008 RC108             | 9 de setembre de 2008  | Catalina             | CSS                      |
| 367422             | 2008 RE130             | 6 de setembre de 2008  | Catalina             | CSS                      |
| 367423             | 2008 RP130             | 7 de setembre de 2008  | Mount Lemmon         | Mt. Lemmon Survey        |
| 367424             | 2008 RM131             | 2 de setembre de 2008  | Kitt Peak            | Spacewatch               |
| 367425             | 2008 RW143             | 6 de setembre de 2008  | Kitt Peak            | Spacewatch               |
| 367426             | 2008 SV1               | 23 de setembre de 2008 | Catalina             | CSS                      |
| 367427             | 2008 SZ9               | 22 de setembre de 2008 | Socorro              | LINEAR                   |
| 367428             | 2008 SF11              | 22 de setembre de 2008 | Calvin-Rehoboth      | Calvin College           |
| 367429             | 2008 SD21              | 19 de setembre de 2008 | Kitt Peak            | Spacewatch               |
| 367430             | 2008 SO24              | 19 de setembre de 2008 | Kitt Peak            | Spacewatch               |
| 367431             | 2008 SB29              | 19 de setembre de 2008 | Kitt Peak            | Spacewatch               |
| 367432             | 2008 SQ41              | 20 de setembre de 2008 | Mount Lemmon         | Mt. Lemmon Survey        |
| 367433             | 2008 SN51              | 4 de setembre de 2008  | Kitt Peak            | Spacewatch               |
| 367434             | 2008 SF66              | 21 de setembre de 2008 | Mount Lemmon         | Mt. Lemmon Survey        |
| 367435             | 2008 SW79              | 3 de setembre de 2008  | Kitt Peak            | Spacewatch               |
| 367436             | 2008 SM83              | 27 de setembre de 2008 | Taunus               | S. Karge, E. Schwab      |
| 367437             | 2008 SF146             | 23 de setembre de 2008 | Kitt Peak            | Spacewatch               |
| 367438             | 2008 SB151             | 28 de setembre de 2008 | Sierra Stars         | F. Tozzi                 |
| 367439             | 2008 SP179             | 24 de setembre de 2008 | Mount Lemmon         | Mt. Lemmon Survey        |
| 367440             | 2008 SC241             | 22 d'agost de 2008     | Kitt Peak            | Spacewatch               |
| 367441             | 2008 SF242             | 29 de setembre de 2008 | Kitt Peak            | Spacewatch               |
| 367442             | 2008 SG248             | 20 de setembre de 2008 | Kitt Peak            | Spacewatch               |
| 367443             | 2008 SN252             | 22 de setembre de 2008 | Mount Lemmon         | Mt. Lemmon Survey        |
| 367444             | 2008 SJ259             | 23 de setembre de 2008 | Kitt Peak            | Spacewatch               |
| 367445             | 2008 SM259             | 23 de setembre de 2008 | Mount Lemmon         | Mt. Lemmon Survey        |
| 367446             | 2008 SC274             | 28 de setembre de 2008 | Socorro              | LINEAR                   |
| 367447             | 2008 TS9               | 6 d'octubre de 2008    | Socorro              | LINEAR                   |
| 367448             | 2008 TN16              | 24 d'abril de 2007     | Mount Lemmon         | Mt. Lemmon Survey        |
| 367449             | 2008 TB112             | 6 d'octubre de 2008    | Catalina             | CSS                      |
| 367450             | 2008 TT148             | 3 de setembre de 2008  | Kitt Peak            | Spacewatch               |
| 367451             | 2008 TL188             | 9 d'octubre de 2008    | Mount Lemmon         | Mt. Lemmon Survey        |
| 367452             | 2008 UN60              | 21 d'octubre de 2008   | Kitt Peak            | Spacewatch               |
| 367453             | 2008 UU109             | 22 d'octubre de 2008   | Kitt Peak            | Spacewatch               |
| 367454             | 2008 UB114             | 22 d'octubre de 2008   | Kitt Peak            | Spacewatch               |
| 367455             | 2008 UR173             | 24 d'octubre de 2008   | Catalina             | CSS                      |
| 367456             | 2008 UO239             | 3 de març de 2005      | Catalina             | CSS                      |
| 367457             | 2008 UW274             | 28 d'octubre de 2008   | Kitt Peak            | Spacewatch               |
| 367458             | 2008 UF329             | 30 d'octubre de 2008   | Mount Lemmon         | Mt. Lemmon Survey        |
| 367459             | 2008 UC347             | 18 d'octubre de 2008   | Kitt Peak            | Spacewatch               |
| 367460             | 2008 VC49              | 3 de novembre de 2008  | Kitt Peak            | Spacewatch               |
| 367461             | 2008 WW10              | 18 de novembre de 2008 | Catalina             | CSS                      |
| 367462             | 2008 WE13              | 18 de novembre de 2008 | Socorro              | LINEAR                   |
| 367463             | 2009 BT138             | 29 de gener de 2009    | Kitt Peak            | Spacewatch               |
| 367464             | 2009 BW172             | 19 de gener de 2009    | Mount Lemmon         | Mt. Lemmon Survey        |
| 367465             | 2009 BC176             | 31 de gener de 2009    | Mount Lemmon         | Mt. Lemmon Survey        |
| 367466             | 2009 BB177             | 18 de gener de 2009    | Kitt Peak            | Spacewatch               |
| 367467             | 2009 CP29              | 1 de febrer de 2009    | Kitt Peak            | Spacewatch               |
| 367468             | 2009 DG1               | 17 de febrer de 2009   | Heppenheim           | Starkenburg              |
| 367469             | 2009 DJ33              | 6 de març de 2002      | Palomar              | NEAT                     |
| 367470             | 2009 DZ48              | 19 de febrer de 2009   | Kitt Peak            | Spacewatch               |
| 367471             | 2009 DD50              | 19 de febrer de 2009   | Kitt Peak            | Spacewatch               |
| 367472             | 2009 DT56              | 22 de febrer de 2009   | Kitt Peak            | Spacewatch               |
| 367473             | 2009 DO61              | 22 de febrer de 2009   | Kitt Peak            | Spacewatch               |
| 367474             | 2009 DN106             | 27 de febrer de 2009   | Catalina             | CSS                      |
| 367475             | 2009 DS120             | 27 de febrer de 2009   | Kitt Peak            | Spacewatch               |
| 367476             | 2009 DZ128             | 24 de febrer de 2009   | Mount Lemmon         | Mt. Lemmon Survey        |
| 367477             | 2009 DK129             | 27 de febrer de 2009   | Kitt Peak            | Spacewatch               |
| 367478             | 2009 EZ5               | 1 de març de 2009      | Kitt Peak            | Spacewatch               |
| 367479             | 2009 EF19              | 15 de març de 2009     | Mount Lemmon         | Mt. Lemmon Survey        |
| 367480             | 2009 FJ8               | 16 de març de 2009     | Kitt Peak            | Spacewatch               |
| 367481             | 2009 FM8               | 16 de març de 2009     | Kitt Peak            | Spacewatch               |
| 367482             | 2009 FB29              | 21 de març de 2009     | Catalina             | CSS                      |
| 367483             | 2009 FX39              | 27 de març de 2009     | Catalina             | CSS                      |
| 367484             | 2009 FW45              | 27 de març de 2009     | Catalina             | CSS                      |
| 367485             | 2009 FR57              | 28 de març de 2009     | Kitt Peak            | Spacewatch               |
| 367486             | 2009 FH63              | 28 de març de 2009     | Kitt Peak            | Spacewatch               |
| 367487             | 2009 GH1               | 3 d'abril de 2009      | Cerro Burek          | Cerro Burek              |
| 367488 Aloisortner | 2009 GR2               | 14 d'abril de 2009     | Gaisberg             | R. Gierlinger            |
| 367489             | 2009 HR7               | 17 d'abril de 2009     | Kitt Peak            | Spacewatch               |
| 367490             | 2009 HN23              | 17 d'abril de 2009     | Mount Lemmon         | Mt. Lemmon Survey        |
| 367491             | 2009 HF25              | 17 d'abril de 2009     | Kitt Peak            | Spacewatch               |
| 367492             | 2009 HB30              | 19 d'abril de 2009     | Kitt Peak            | Spacewatch               |
| 367493             | 2009 HU31              | 19 d'abril de 2009     | Kitt Peak            | Spacewatch               |
| 367494             | 2009 HT40              | 20 d'abril de 2009     | Kitt Peak            | Spacewatch               |
| 367495             | 2009 HE44              | 20 d'abril de 2009     | Kitt Peak            | Spacewatch               |
| 367496             | 2009 HW46              | 16 de març de 2009     | Kitt Peak            | Spacewatch               |
| 367497             | 2009 HU48              | 23 de desembre de 2000 | Apache Point         | Sloan Digital Sky Survey |
| 367498             | 2009 HB56              | 31 de març de 2009     | Kitt Peak            | Spacewatch               |
| 367499             | 2009 HA76              | 24 d'abril de 2009     | Mount Lemmon         | Mt. Lemmon Survey        |
| 367500             | 2009 HE80              | 28 d'abril de 2009     | Catalina             | CSS                      |

## 367501-367600
| Nom    | Designació provisional | Data de descobriment   | Lloc de descobriment | Descobridor/s             |
| ------ | ---------------------- | ---------------------- | -------------------- | ------------------------- |
| 367501 | 2009 HO97              | 17 d'abril de 2009     | Kitt Peak            | Spacewatch                |
| 367502 | 2009 HG104             | 22 d'abril de 2009     | Kitt Peak            | Spacewatch                |
| 367503 | 2009 JF5               | 14 de maig de 2009     | Mount Lemmon         | Mt. Lemmon Survey         |
| 367504 | 2009 JR16              | 2 d'abril de 2009      | Kitt Peak            | Spacewatch                |
| 367505 | 2009 KK1               | 18 de maig de 2009     | La Sagra             | OAM                       |
| 367506 | 2009 KN15              | 26 de maig de 2009     | Kitt Peak            | Spacewatch                |
| 367507 | 2009 KG28              | 30 de maig de 2009     | Mount Lemmon         | Mt. Lemmon Survey         |
| 367508 | 2009 KP30              | 16 de maig de 2009     | Kitt Peak            | Spacewatch                |
| 367509 | 2009 LD7               | 15 de juny de 2009     | XuYi                 | PMO NEO Survey Program    |
| 367510 | 2009 NV                | 22 d'abril de 2009     | Mount Lemmon         | Mt. Lemmon Survey         |
| 367511 | 2009 NZ                | 1 d'agost de 2005      | Siding Spring        | Siding Spring Survey      |
| 367512 | 2009 NA2               | 13 de juliol de 2009   | Kitt Peak            | Spacewatch                |
| 367513 | 2009 OY3               | 16 de juliol de 2009   | La Sagra             | OAM                       |
| 367514 | 2009 OQ5               | 24 de juliol de 2009   | Crni Vrh             | Crni Vrh                  |
| 367515 | 2009 OD9               | 28 de juliol de 2009   | La Sagra             | OAM                       |
| 367516 | 2009 OT20              | 25 de juliol de 2009   | La Sagra             | OAM                       |
| 367517 | 2009 OU24              | 31 de juliol de 2009   | Catalina             | CSS                       |
| 367518 | 2009 PU2               | 15 d'agost de 2009     | Farra d'Isonzo       | Farra d'Isonzo            |
| 367519 | 2009 PW2               | 15 d'agost de 2009     | Skylive              | F. Tozzi                  |
| 367520 | 2009 PC16              | 15 d'agost de 2009     | Kitt Peak            | Spacewatch                |
| 367521 | 2009 PW16              | 15 d'agost de 2009     | Kitt Peak            | Spacewatch                |
| 367522 | 2009 PC18              | 15 d'agost de 2009     | Kitt Peak            | Spacewatch                |
| 367523 | 2009 QV3               | 16 d'agost de 2009     | Catalina             | CSS                       |
| 367524 | 2009 QL5               | 18 d'agost de 2009     | Pla D'Arguines       | Pla D'Arguines            |
| 367525 | 2009 QZ6               | 19 d'agost de 2009     | Catalina             | CSS                       |
| 367526 | 2009 QB13              | 16 d'agost de 2009     | Kitt Peak            | Spacewatch                |
| 367527 | 2009 QS13              | 16 d'agost de 2009     | Kitt Peak            | Spacewatch                |
| 367528 | 2009 QE19              | 18 d'agost de 2009     | La Sagra             | OAM                       |
| 367529 | 2009 QR25              | 24 de juny de 2009     | Mount Lemmon         | Mt. Lemmon Survey         |
| 367530 | 2009 QC31              | 24 d'agost de 2009     | La Sagra             | OAM                       |
| 367531 | 2009 QN33              | 31 de juliol de 2009   | Kitt Peak            | Spacewatch                |
| 367532 | 2009 QE36              | 23 d'agost de 2009     | Hibiscus             | N. Teamo                  |
| 367533 | 2009 QK50              | 28 d'agost de 2009     | Kitt Peak            | Spacewatch                |
| 367534 | 2009 RM7               | 10 de setembre de 2009 | Moletai              | K. Cernis, J. Zdanavicius |
| 367535 | 2009 RT9               | 12 de setembre de 2009 | Kitt Peak            | Spacewatch                |
| 367536 | 2009 RS10              | 12 de setembre de 2009 | Kitt Peak            | Spacewatch                |
| 367537 | 2009 RH11              | 12 de setembre de 2009 | Kitt Peak            | Spacewatch                |
| 367538 | 2009 RB13              | 12 de setembre de 2009 | Kitt Peak            | Spacewatch                |
| 367539 | 2009 RA22              | 15 de setembre de 2009 | Kitt Peak            | Spacewatch                |
| 367540 | 2009 RU29              | 14 de setembre de 2009 | Kitt Peak            | Spacewatch                |
| 367541 | 2009 RK31              | 14 de setembre de 2009 | Kitt Peak            | Spacewatch                |
| 367542 | 2009 RH32              | 14 de setembre de 2009 | Kitt Peak            | Spacewatch                |
| 367543 | 2009 RL32              | 14 de setembre de 2009 | Catalina             | CSS                       |
| 367544 | 2009 RV33              | 14 de setembre de 2009 | Kitt Peak            | Spacewatch                |
| 367545 | 2009 RD44              | 15 de setembre de 2009 | Kitt Peak            | Spacewatch                |
| 367546 | 2009 RO52              | 15 de setembre de 2009 | Kitt Peak            | Spacewatch                |
| 367547 | 2009 RU55              | 15 de setembre de 2009 | Kitt Peak            | Spacewatch                |
| 367548 | 2009 RN63              | 15 de setembre de 2009 | Kitt Peak            | Spacewatch                |
| 367549 | 2009 RU69              | 8 de setembre de 2009  | Siding Spring        | Siding Spring Survey      |
| 367550 | 2009 RH71              | 26 de febrer de 2007   | Mount Lemmon         | Mt. Lemmon Survey         |
| 367551 | 2009 RH73              | 23 de setembre de 2000 | Socorro              | LINEAR                    |
| 367552 | 2009 ST2               | 16 de setembre de 2009 | Kitt Peak            | Spacewatch                |
| 367553 | 2009 SO3               | 16 de setembre de 2009 | Kitt Peak            | Spacewatch                |
| 367554 | 2009 SE23              | 16 de setembre de 2009 | Kitt Peak            | Spacewatch                |
| 367555 | 2009 SQ34              | 16 de setembre de 2009 | Kitt Peak            | Spacewatch                |
| 367556 | 2009 SP36              | 16 de setembre de 2009 | Kitt Peak            | Spacewatch                |
| 367557 | 2009 SH47              | 16 de setembre de 2009 | Kitt Peak            | Spacewatch                |
| 367558 | 2009 ST60              | 17 de setembre de 2009 | Kitt Peak            | Spacewatch                |
| 367559 | 2009 SX68              | 17 de setembre de 2009 | Kitt Peak            | Spacewatch                |
| 367560 | 2009 SO69              | 17 de setembre de 2009 | Kitt Peak            | Spacewatch                |
| 367561 | 2009 SB70              | 16 d'agost de 2009     | Calvin-Rehoboth      | L. A. Molnar              |
| 367562 | 2009 SU74              | 17 de setembre de 2009 | Kitt Peak            | Spacewatch                |
| 367563 | 2009 SH79              | 18 de setembre de 2009 | Kitt Peak            | Spacewatch                |
| 367564 | 2009 SQ100             | 18 de setembre de 2009 | Kitt Peak            | Spacewatch                |
| 367565 | 2009 SW101             | 23 de setembre de 2009 | Dauban               | F. Kugel                  |
| 367566 | 2009 SC105             | 16 de setembre de 2009 | Kitt Peak            | Spacewatch                |
| 367567 | 2009 SU106             | 16 de setembre de 2009 | Mount Lemmon         | Mt. Lemmon Survey         |
| 367568 | 2009 SB108             | 16 de setembre de 2009 | Mount Lemmon         | Mt. Lemmon Survey         |
| 367569 | 2009 SK120             | 18 de setembre de 2009 | Kitt Peak            | Spacewatch                |
| 367570 | 2009 SV141             | 19 de setembre de 2009 | Kitt Peak            | Spacewatch                |
| 367571 | 2009 SK150             | 20 de setembre de 2009 | Kitt Peak            | Spacewatch                |
| 367572 | 2009 SY151             | 21 de febrer de 2007   | Mount Lemmon         | Mt. Lemmon Survey         |
| 367573 | 2009 SG169             | 2 de novembre de 2000  | Kitt Peak            | Spacewatch                |
| 367574 | 2009 SH174             | 18 de setembre de 2009 | Mount Lemmon         | Mt. Lemmon Survey         |
| 367575 | 2009 SY180             | 21 de setembre de 2009 | Mount Lemmon         | Mt. Lemmon Survey         |
| 367576 | 2009 SC184             | 21 de setembre de 2009 | Kitt Peak            | Spacewatch                |
| 367577 | 2009 SB211             | 23 de setembre de 2009 | Kitt Peak            | Spacewatch                |
| 367578 | 2009 SZ212             | 23 de setembre de 2009 | Kitt Peak            | Spacewatch                |
| 367579 | 2009 SH216             | 24 de setembre de 2009 | Kitt Peak            | Spacewatch                |
| 367580 | 2009 SF217             | 24 de setembre de 2009 | Catalina             | CSS                       |
| 367581 | 2009 SA227             | 11 de març de 2007     | Kitt Peak            | Spacewatch                |
| 367582 | 2009 SS230             | 17 de setembre de 2009 | Mount Lemmon         | Mt. Lemmon Survey         |
| 367583 | 2009 SS236             | 14 de juny de 2004     | Kitt Peak            | Spacewatch                |
| 367584 | 2009 SE241             | 19 d'agost de 2009     | Catalina             | CSS                       |
| 367585 | 2009 SP251             | 20 de setembre de 2009 | Kitt Peak            | Spacewatch                |
| 367586 | 2009 SJ254             | 20 de setembre de 2009 | Kitt Peak            | Spacewatch                |
| 367587 | 2009 SP254             | 24 de setembre de 2009 | Kitt Peak            | Spacewatch                |
| 367588 | 2009 SY261             | 23 de setembre de 2009 | Kitt Peak            | Spacewatch                |
| 367589 | 2009 SD263             | 23 de setembre de 2009 | Mount Lemmon         | Mt. Lemmon Survey         |
| 367590 | 2009 SQ266             | 23 de setembre de 2009 | Mount Lemmon         | Mt. Lemmon Survey         |
| 367591 | 2009 SC273             | 7 de desembre de 2004  | Socorro              | LINEAR                    |
| 367592 | 2009 SM279             | 17 de setembre de 2009 | Kitt Peak            | Spacewatch                |
| 367593 | 2009 SO281             | 25 de setembre de 2009 | Kitt Peak            | Spacewatch                |
| 367594 | 2009 SR287             | 21 de setembre de 2009 | Kitt Peak            | Spacewatch                |
| 367595 | 2009 SF312             | 18 de setembre de 2009 | Mount Lemmon         | Mt. Lemmon Survey         |
| 367596 | 2009 SO316             | 19 de setembre de 2009 | Mount Lemmon         | Mt. Lemmon Survey         |
| 367597 | 2009 SP337             | 28 de setembre de 2009 | Catalina             | CSS                       |
| 367598 | 2009 SW340             | 13 de març de 2007     | Mount Lemmon         | Mt. Lemmon Survey         |
| 367599 | 2009 SX340             | 18 de setembre de 2009 | Kitt Peak            | Spacewatch                |
| 367600 | 2009 SH341             | 25 de setembre de 2009 | Kitt Peak            | Spacewatch                |

## 367601-367700
| Nom                   | Designació provisional | Data de descobriment   | Lloc de descobriment | Descobridor/s            |
| --------------------- | ---------------------- | ---------------------- | -------------------- | ------------------------ |
| 367601                | 2009 SQ341             | 7 de febrer de 2006    | Catalina             | CSS                      |
| 367602                | 2009 SA348             | 19 de setembre de 2009 | Charleston           | Charleston               |
| 367603                | 2009 SN363             | 18 de setembre de 2009 | Kitt Peak            | Spacewatch               |
| 367604                | 2009 SC364             | 28 de setembre de 2009 | Mount Lemmon         | Mt. Lemmon Survey        |
| 367605                | 2009 TA8               | 14 d'octubre de 2009   | Tzec Maun            | F. Tozzi                 |
| 367606                | 2009 TV24              | 14 d'octubre de 2009   | Vail-Jarnac          | Jarnac                   |
| 367607                | 2009 TZ31              | 23 de setembre de 2009 | Mount Lemmon         | Mt. Lemmon Survey        |
| 367608                | 2009 TX32              | 15 d'octubre de 2009   | Mount Lemmon         | Mt. Lemmon Survey        |
| 367609                | 2009 TG37              | 15 d'octubre de 2009   | Mount Lemmon         | Mt. Lemmon Survey        |
| 367610                | 2009 TT37              | 12 d'octubre de 2009   | Mount Lemmon         | Mt. Lemmon Survey        |
| 367611                | 2009 TT38              | 14 de novembre de 1999 | Socorro              | LINEAR                   |
| 367612                | 2009 TU40              | 15 d'octubre de 2009   | Catalina             | CSS                      |
| 367613                | 2009 TC43              | 1 d'octubre de 2009    | Kitt Peak            | Spacewatch               |
| 367614                | 2009 TU44              | 14 d'octubre de 2009   | Catalina             | CSS                      |
| 367615                | 2009 TG47              | 14 d'octubre de 2009   | Catalina             | CSS                      |
| 367616                | 2009 UU                | 16 d'octubre de 2009   | Socorro              | LINEAR                   |
| 367617                | 2009 UC16              | 18 d'octubre de 2009   | Catalina             | CSS                      |
| 367618                | 2009 UY30              | 18 d'octubre de 2009   | Mount Lemmon         | Mt. Lemmon Survey        |
| 367619                | 2009 UB85              | 15 de març de 2007     | Mount Lemmon         | Mt. Lemmon Survey        |
| 367620                | 2009 UJ97              | 23 d'octubre de 2009   | Kitt Peak            | Spacewatch               |
| 367621                | 2009 UN104             | 25 d'octubre de 2009   | Mount Lemmon         | Mt. Lemmon Survey        |
| 367622                | 2009 UC109             | 23 d'octubre de 2009   | Mount Lemmon         | Mt. Lemmon Survey        |
| 367623                | 2009 UC113             | 26 d'octubre de 2009   | Mount Lemmon         | Mt. Lemmon Survey        |
| 367624                | 2009 UR126             | 20 d'octubre de 2009   | Catalina             | CSS                      |
| 367625                | 2009 UW128             | 29 d'octubre de 2009   | Bisei SG Center      | BATTeRS                  |
| 367626                | 2009 US149             | 26 d'octubre de 2009   | Mount Lemmon         | Mt. Lemmon Survey        |
| 367627                | 2009 VE4               | 8 de novembre de 2009  | Kitt Peak            | Spacewatch               |
| 367628                | 2009 VX40              | 8 de novembre de 2009  | Kitt Peak            | Spacewatch               |
| 367629                | 2009 VH41              | 23 de gener de 2006    | Kitt Peak            | Spacewatch               |
| 367630                | 2009 VW49              | 11 de novembre de 2009 | La Sagra             | OAM                      |
| 367631                | 2009 VY61              | 8 de novembre de 2009  | Kitt Peak            | Spacewatch               |
| 367632                | 2009 VO68              | 9 de novembre de 2009  | Kitt Peak            | Spacewatch               |
| 367633 Shargorodskij  | 2009 VC75              | 11 de novembre de 2009 | Zelenchukskaya S     | T. V. Kryachko           |
| 367634                | 2009 VL87              | 10 de novembre de 2009 | Kitt Peak            | Spacewatch               |
| 367635                | 2009 VC93              | 9 de novembre de 2009  | Kitt Peak            | Spacewatch               |
| 367636                | 2009 VT108             | 9 de novembre de 2009  | Catalina             | CSS                      |
| 367637                | 2009 VG113             | 10 de novembre de 2009 | Kitt Peak            | Spacewatch               |
| 367638                | 2009 WR6               | 18 de novembre de 2009 | Catalina             | CSS                      |
| 367639                | 2009 WY23              | 19 de novembre de 2009 | Kachina              | J. Hobart                |
| 367640                | 2009 WR26              | 16 de novembre de 2009 | Kitt Peak            | Spacewatch               |
| 367641                | 2009 WD33              | 16 de novembre de 2009 | Kitt Peak            | Spacewatch               |
| 367642                | 2009 WM50              | 18 d'octubre de 2009   | Catalina             | CSS                      |
| 367643                | 2009 WZ52              | 22 de novembre de 2009 | Bisei SG Center      | BATTeRS                  |
| 367644                | 2009 WR53              | 16 de novembre de 2009 | Socorro              | LINEAR                   |
| 367645                | 2009 WY61              | 26 de setembre de 2003 | Apache Point         | Sloan Digital Sky Survey |
| 367646                | 2009 WH70              | 30 d'octubre de 2009   | Mount Lemmon         | Mt. Lemmon Survey        |
| 367647                | 2009 WR72              | 18 de novembre de 2009 | Kitt Peak            | Spacewatch               |
| 367648                | 2009 WZ76              | 18 de novembre de 2009 | Kitt Peak            | Spacewatch               |
| 367649                | 2009 WF81              | 18 de novembre de 2009 | Kitt Peak            | Spacewatch               |
| 367650                | 2009 WR85              | 13 de desembre de 2004 | Campo Imperatore     | CINEOS                   |
| 367651                | 2009 WJ93              | 19 de novembre de 2009 | La Sagra             | OAM                      |
| 367652                | 2009 WR121             | 20 de novembre de 2009 | Kitt Peak            | Spacewatch               |
| 367653                | 2009 WP143             | 19 de novembre de 2009 | Mount Lemmon         | Mt. Lemmon Survey        |
| 367654                | 2009 WS159             | 21 de novembre de 2009 | Kitt Peak            | Spacewatch               |
| 367655                | 2009 WR202             | 26 de novembre de 2009 | Catalina             | CSS                      |
| 367656                | 2009 WF223             | 16 de novembre de 2009 | Kitt Peak            | Spacewatch               |
| 367657                | 2009 WD235             | 20 de novembre de 2009 | Kitt Peak            | Spacewatch               |
| 367658                | 2009 WN236             | 23 de novembre de 2009 | Mount Lemmon         | Mt. Lemmon Survey        |
| 367659                | 2009 WE244             | 11 de novembre de 2009 | Kitt Peak            | Spacewatch               |
| 367660                | 2009 WN244             | 19 de novembre de 2009 | Kitt Peak            | Spacewatch               |
| 367661                | 2009 WF250             | 22 de novembre de 2009 | Mount Lemmon         | Mt. Lemmon Survey        |
| 367662                | 2009 XL20              | 9 de desembre de 2009  | La Sagra             | OAM                      |
| 367663                | 2009 XV20              | 15 de desembre de 2009 | Bergisch Gladbac     | W. Bickel                |
| 367664                | 2009 XE23              | 9 de desembre de 2009  | Socorro              | LINEAR                   |
| 367665                | 2009 XG25              | 11 d'agost de 2002     | Palomar              | NEAT                     |
| 367666                | 2009 YT22              | 18 de desembre de 2009 | Kitt Peak            | Spacewatch               |
| 367667                | 2010 AP43              | 30 de setembre de 2003 | Kitt Peak            | Spacewatch               |
| 367668                | 2010 AU73              | 17 de novembre de 2009 | Kitt Peak            | Spacewatch               |
| 367669                | 2010 AG81              | 6 de setembre de 2008  | Catalina             | CSS                      |
| 367670                | 2010 BM30              | 17 de setembre de 2009 | Mount Lemmon         | Mt. Lemmon Survey        |
| 367671                | 2010 BX64              | 22 de gener de 2010    | WISE                 | WISE                     |
| 367672                | 2010 CO128             | 23 d'agost de 2007     | Kitt Peak            | Spacewatch               |
| 367673                | 2010 CO147             | 13 de febrer de 2010   | Catalina             | CSS                      |
| 367674                | 2010 EJ15              | 6 de març de 2010      | WISE                 | WISE                     |
| 367675                | 2010 EE76              | 12 de març de 2010     | Kitt Peak            | Spacewatch               |
| 367676                | 2010 JV81              | 12 de maig de 2010     | WISE                 | WISE                     |
| 367677                | 2010 ML17              | 17 de juny de 2010     | WISE                 | WISE                     |
| 367678                | 2010 MY56              | 24 de juny de 2010     | WISE                 | WISE                     |
| 367679                | 2010 MB104             | 30 de juny de 2010     | WISE                 | WISE                     |
| 367680                | 2010 ME109             | 9 de novembre de 2007  | Kitt Peak            | Spacewatch               |
| 367681                | 2010 NL82              | 1 de juliol de 2010    | WISE                 | WISE                     |
| 367682                | 2010 NB99              | 12 de juliol de 2010   | WISE                 | WISE                     |
| 367683                | 2010 OP8               | 16 de juliol de 2010   | WISE                 | WISE                     |
| 367684                | 2010 OS22              | 20 de juliol de 2010   | Socorro              | LINEAR                   |
| 367685                | 2010 OV78              | 13 de febrer de 2008   | Kitt Peak            | Spacewatch               |
| 367686                | 2010 PB61              | 9 d'octubre de 2007    | Kitt Peak            | Spacewatch               |
| 367687                | 2010 RT2               | 28 de setembre de 2003 | Socorro              | LINEAR                   |
| 367688                | 2010 RQ36              | 19 de març de 1996     | Kitt Peak            | Spacewatch               |
| 367689                | 2010 RD59              | 5 de març de 2006      | Kitt Peak            | Spacewatch               |
| 367690                | 2010 RN59              | 6 de setembre de 2010  | Kitt Peak            | Spacewatch               |
| 367691                | 2010 RS82              | 8 de setembre de 2010  | Socorro              | LINEAR                   |
| 367692                | 2010 RW99              | 10 de setembre de 2010 | Kitt Peak            | Spacewatch               |
| 367693 Montmagastrell | 2010 RZ109             | 13 de setembre de 2010 | SM Montmagastrel     | SM Montmagastrell        |
| 367694                | 2010 RD110             | 14 de setembre de 2010 | Kitt Peak            | Spacewatch               |
| 367695                | 2010 RX113             | 18 de novembre de 2007 | Mount Lemmon         | Mt. Lemmon Survey        |
| 367696                | 2010 RT126             | 12 de setembre de 2010 | Kitt Peak            | Spacewatch               |
| 367697                | 2010 RA128             | 15 de novembre de 2007 | Mount Lemmon         | Mt. Lemmon Survey        |
| 367698                | 2010 RP130             | 10 de setembre de 2010 | Mount Lemmon         | Mt. Lemmon Survey        |
| 367699                | 2010 RW164             | 13 de desembre de 2007 | Socorro              | LINEAR                   |
| 367700                | 2010 RD178             | 8 de desembre de 1996  | Kitt Peak            | Spacewatch               |

## 367701-367800
| Nom                 | Designació provisional | Data de descobriment   | Lloc de descobriment | Descobridor/s            |
| ------------------- | ---------------------- | ---------------------- | -------------------- | ------------------------ |
| 367701              | 2010 RY178             | 24 d'octubre de 2003   | Socorro              | LINEAR                   |
| 367702              | 2010 RO184             | 19 de novembre de 2003 | Palomar              | NEAT                     |
| 367703              | 2010 SU6               | 29 d'agost de 2006     | Kitt Peak            | Spacewatch               |
| 367704              | 2010 SO31              | 24 d'abril de 2003     | Kitt Peak            | Spacewatch               |
| 367705              | 2010 TZ6               | 4 de novembre de 2007  | Kitt Peak            | Spacewatch               |
| 367706              | 2010 TB12              | 2 d'octubre de 2010    | Kitt Peak            | Spacewatch               |
| 367707              | 2010 TR18              | 15 de setembre de 2010 | Kitt Peak            | Spacewatch               |
| 367708              | 2010 TV18              | 24 d'agost de 2000     | Socorro              | LINEAR                   |
| 367709              | 2010 TW18              | 1 de febrer de 2008    | Kitt Peak            | Spacewatch               |
| 367710              | 2010 TY19              | 30 de setembre de 2003 | Kitt Peak            | Spacewatch               |
| 367711              | 2010 TA27              | 2 de setembre de 2010  | Mount Lemmon         | Mt. Lemmon Survey        |
| 367712              | 2010 TO32              | 31 d'octubre de 1999   | Kitt Peak            | Spacewatch               |
| 367713              | 2010 TE41              | 22 d'abril de 2004     | Desert Eagle         | W. K. Y. Yeung           |
| 367714              | 2010 TR42              | 10 de setembre de 2010 | Kitt Peak            | Spacewatch               |
| 367715              | 2010 TF59              | 21 d'octubre de 2006   | Lulin                | Lulin                    |
| 367716              | 2010 TU64              | 5 de novembre de 2007  | Mount Lemmon         | Mt. Lemmon Survey        |
| 367717              | 2010 TW115             | 9 d'octubre de 2010    | Catalina             | CSS                      |
| 367718              | 2010 TN145             | 19 de desembre de 2003 | Kitt Peak            | Spacewatch               |
| 367719              | 2010 TC147             | 15 d'octubre de 2003   | Palomar              | NEAT                     |
| 367720              | 2010 TF148             | 19 de setembre de 2003 | Kitt Peak            | Spacewatch               |
| 367721              | 2010 TZ184             | 19 d'octubre de 2003   | Kitt Peak            | Spacewatch               |
| 367722              | 2010 TY187             | 3 d'octubre de 2003    | Kitt Peak            | Spacewatch               |
| 367723              | 2010 TC188             | 22 de setembre de 2003 | Kitt Peak            | Spacewatch               |
| 367724              | 2010 UF1               | 21 de setembre de 2003 | Anderson Mesa        | LONEOS                   |
| 367725              | 2010 UL6               | 22 de març de 2009     | Mount Lemmon         | Mt. Lemmon Survey        |
| 367726              | 2010 UU13              | 11 de febrer de 2004   | Kitt Peak            | Spacewatch               |
| 367727              | 2010 UU26              | 25 de setembre de 2003 | Haleakala            | NEAT                     |
| 367728              | 2010 UD54              | 16 de setembre de 2010 | Mount Lemmon         | Mt. Lemmon Survey        |
| 367729              | 2010 UL54              | 20 d'agost de 2006     | Palomar              | NEAT                     |
| 367730              | 2010 UM56              | 15 de setembre de 2006 | Kitt Peak            | Spacewatch               |
| 367731              | 2010 US62              | 6 d'agost de 2010      | WISE                 | WISE                     |
| 367732 Mikesimonsen | 2010 UT62              | 4 de maig de 2005      | Faulkes Telescop     | Faulkes Telescope        |
| 367733              | 2010 UY62              | 16 de setembre de 2006 | Catalina             | CSS                      |
| 367734              | 2010 UV69              | 15 d'agost de 2006     | Palomar              | NEAT                     |
| 367735              | 2010 UW69              | 7 de febrer de 2008    | Kitt Peak            | Spacewatch               |
| 367736              | 2010 UV72              | 25 de setembre de 2003 | Palomar              | NEAT                     |
| 367737              | 2010 UX76              | 20 d'octubre de 2003   | Socorro              | LINEAR                   |
| 367738              | 2010 UV94              | 29 d'octubre de 2003   | Kitt Peak            | Spacewatch               |
| 367739              | 2010 US97              | 5 de setembre de 2002  | Apache Point         | Sloan Digital Sky Survey |
| 367740              | 2010 VG25              | 14 d'octubre de 2010   | Mount Lemmon         | Mt. Lemmon Survey        |
| 367741              | 2010 VW28              | 16 d'agost de 2006     | Siding Spring        | Siding Spring Survey     |
| 367742              | 2010 VT39              | 4 d'octubre de 1996    | Kitt Peak            | Spacewatch               |
| 367743              | 2010 VC47              | 18 de setembre de 2006 | Catalina             | CSS                      |
| 367744              | 2010 VV57              | 10 d'abril de 2005     | Mount Lemmon         | Mt. Lemmon Survey        |
| 367745              | 2010 VQ61              | 4 de setembre de 1997  | Caussols             | ODAS                     |
| 367746              | 2010 VQ64              | 6 de novembre de 2010  | Mount Lemmon         | Mt. Lemmon Survey        |
| 367747              | 2010 VU69              | 5 de novembre de 2010  | Kitt Peak            | Spacewatch               |
| 367748              | 2010 VW72              | 12 d'abril de 2002     | Kitt Peak            | Spacewatch               |
| 367749              | 2010 VU99              | 27 d'octubre de 2006   | Catalina             | CSS                      |
| 367750              | 2010 VA126             | 18 de juny de 2006     | Palomar              | NEAT                     |
| 367751              | 2010 VS137             | 6 d'octubre de 2005    | Mount Lemmon         | Mt. Lemmon Survey        |
| 367752              | 2010 VP167             | 11 de setembre de 2010 | Mount Lemmon         | Mt. Lemmon Survey        |
| 367753              | 2010 VF170             | 16 d'agost de 2006     | Palomar              | NEAT                     |
| 367754              | 2010 VJ180             | 30 d'octubre de 2010   | Kitt Peak            | Spacewatch               |
| 367755              | 2010 VO182             | 18 de novembre de 2006 | Kitt Peak            | Spacewatch               |
| 367756              | 2010 VV196             | 30 d'octubre de 2010   | Mount Lemmon         | Mt. Lemmon Survey        |
| 367757              | 2010 VA206             | 4 d'octubre de 2006    | Mount Lemmon         | Mt. Lemmon Survey        |
| 367758              | 2010 VF208             | 30 de setembre de 2005 | Mount Lemmon         | Mt. Lemmon Survey        |
| 367759              | 2010 VO209             | 27 de setembre de 2006 | Catalina             | CSS                      |
| 367760              | 2010 VJ215             | 8 de febrer de 2008    | Catalina             | CSS                      |
| 367761              | 2010 VF217             | 11 d'octubre de 2010   | Mount Lemmon         | Mt. Lemmon Survey        |
| 367762              | 2010 WQ                | 28 de juny de 2005     | Kitt Peak            | Spacewatch               |
| 367763              | 2010 WH6               | 10 de maig de 2005     | Cerro Tololo         | M. W. Buie               |
| 367764              | 2010 WP7               | 8 de gener de 2003     | Socorro              | LINEAR                   |
| 367765              | 2010 WU10              | 21 de desembre de 2006 | Kitt Peak            | Spacewatch               |
| 367766              | 2010 WS13              | 11 de novembre de 2006 | Mount Lemmon         | Mt. Lemmon Survey        |
| 367767              | 2010 WW15              | 5 de novembre de 2003  | Anderson Mesa        | LONEOS                   |
| 367768              | 2010 WQ59              | 21 de novembre de 2001 | Socorro              | LINEAR                   |
| 367769              | 2010 WG70              | 29 d'agost de 2006     | Kitt Peak            | Spacewatch               |
| 367770              | 2010 WW71              | 30 de setembre de 2006 | Mount Lemmon         | Mt. Lemmon Survey        |
| 367771              | 2010 WS73              | 8 de maig de 2002      | Socorro              | LINEAR                   |
| 367772              | 2010 XC3               | 18 de juliol de 2006   | Siding Spring        | Siding Spring Survey     |
| 367773              | 2010 XR3               | 30 d'octubre de 2010   | Kitt Peak            | Spacewatch               |
| 367774              | 2010 XK5               | 21 de novembre de 2006 | Mount Lemmon         | Mt. Lemmon Survey        |
| 367775              | 2010 XE38              | 6 de gener de 2006     | Kitt Peak            | Spacewatch               |
| 367776              | 2010 XR49              | 2 de febrer de 2008    | Mount Lemmon         | Mt. Lemmon Survey        |
| 367777              | 2010 XM51              | 29 de març de 2004     | Kitt Peak            | Spacewatch               |
| 367778              | 2010 XH52              | 28 de novembre de 2006 | Vail-Jarnac          | Jarnac                   |
| 367779              | 2010 XC60              | 31 de juliol de 2005   | Palomar              | NEAT                     |
| 367780              | 2010 XM66              | 11 de juny de 2004     | Kitt Peak            | Spacewatch               |
| 367781              | 2010 XB70              | 12 d'octubre de 2006   | Palomar              | NEAT                     |
| 367782              | 2010 XZ73              | 19 de novembre de 2006 | Kitt Peak            | Spacewatch               |
| 367783              | 2010 XU76              | 5 de novembre de 2005  | Catalina             | CSS                      |
| 367784              | 2010 XJ85              | 30 de setembre de 2005 | Mount Lemmon         | Mt. Lemmon Survey        |
| 367785              | 2010 XX85              | 16 d'octubre de 2006   | Catalina             | CSS                      |
| 367786              | 2010 YT5               | 1 de novembre de 2005  | Mount Lemmon         | Mt. Lemmon Survey        |
| 367787              | 2011 AE1               | 12 de desembre de 2006 | Mount Lemmon         | Mt. Lemmon Survey        |
| 367788              | 2011 AL3               | 22 de novembre de 2006 | Kitt Peak            | Spacewatch               |
| 367789              | 2011 AG5               | 8 de gener de 2011     | Mount Lemmon         | Mt. Lemmon Survey        |
| 367790              | 2011 AA9               | 9 de juny de 2007      | Kitt Peak            | Spacewatch               |
| 367791              | 2011 AN12              | 27 de desembre de 2005 | Kitt Peak            | Spacewatch               |
| 367792              | 2011 AB14              | 18 de gener de 2010    | WISE                 | WISE                     |
| 367793              | 2011 AH15              | 20 d'octubre de 1993   | Kitt Peak            | Spacewatch               |
| 367794              | 2011 AG20              | 11 de març de 2002     | Palomar              | NEAT                     |
| 367795              | 2011 AY20              | 7 de gener de 2006     | Mount Lemmon         | Mt. Lemmon Survey        |
| 367796              | 2011 AK22              | 3 d'abril de 2008      | Mount Lemmon         | Mt. Lemmon Survey        |
| 367797              | 2011 AR22              | 27 de setembre de 2001 | Anderson Mesa        | LONEOS                   |
| 367798              | 2011 AA25              | 4 de juliol de 2005    | Kitt Peak            | Spacewatch               |
| 367799              | 2011 AJ27              | 21 d'octubre de 2009   | Mount Lemmon         | Mt. Lemmon Survey        |
| 367800              | 2011 AE28              | 8 de desembre de 2010  | Mount Lemmon         | Mt. Lemmon Survey        |

## 367801-367900
| Nom    | Designació provisional | Data de descobriment   | Lloc de descobriment | Descobridor/s            |
| ------ | ---------------------- | ---------------------- | -------------------- | ------------------------ |
| 367801 | 2011 AF28              | 29 d'agost de 2005     | Palomar              | NEAT                     |
| 367802 | 2011 AT29              | 26 de setembre de 2005 | Kitt Peak            | Spacewatch               |
| 367803 | 2011 AG36              | 9 de desembre de 2010  | Mount Lemmon         | Mt. Lemmon Survey        |
| 367804 | 2011 AN36              | 4 de setembre de 2008  | Kitt Peak            | Spacewatch               |
| 367805 | 2011 AP40              | 1 de juliol de 2008    | Kitt Peak            | Spacewatch               |
| 367806 | 2011 AV41              | 16 d'abril de 2001     | Apache Point         | Sloan Digital Sky Survey |
| 367807 | 2011 AN44              | 10 de gener de 2011    | Kitt Peak            | Spacewatch               |
| 367808 | 2011 AM45              | 2 de novembre de 2010  | Mount Lemmon         | Mt. Lemmon Survey        |
| 367809 | 2011 AA46              | 1 de novembre de 2005  | Mount Lemmon         | Mt. Lemmon Survey        |
| 367810 | 2011 AV46              | 10 de gener de 2011    | Kitt Peak            | Spacewatch               |
| 367811 | 2011 AS48              | 30 de setembre de 2005 | Kitt Peak            | Spacewatch               |
| 367812 | 2011 AL50              | 18 de setembre de 2003 | Kitt Peak            | Spacewatch               |
| 367813 | 2011 AE53              | 1 d'octubre de 2003    | Kitt Peak            | Spacewatch               |
| 367814 | 2011 AS57              | 17 de febrer de 2007   | Kitt Peak            | Spacewatch               |
| 367815 | 2011 AM58              | 23 de desembre de 2000 | Apache Point         | Sloan Digital Sky Survey |
| 367816 | 2011 AP60              | 26 de setembre de 2003 | Apache Point         | Sloan Digital Sky Survey |
| 367817 | 2011 AN66              | 8 de desembre de 2010  | Mount Lemmon         | Mt. Lemmon Survey        |
| 367818 | 2011 AM72              | 16 de maig de 2007     | Mount Lemmon         | Mt. Lemmon Survey        |
| 367819 | 2011 AH73              | 3 de novembre de 2010  | Mount Lemmon         | Mt. Lemmon Survey        |
| 367820 | 2011 AE79              | 8 de juliol de 2002    | Palomar              | NEAT                     |
| 367821 | 2011 AR79              | 21 d'agost de 2004     | Siding Spring        | Siding Spring Survey     |
| 367822 | 2011 BY5               | 31 d'agost de 2005     | Palomar              | NEAT                     |
| 367823 | 2011 BD6               | 25 d'octubre de 2005   | Catalina             | CSS                      |
| 367824 | 2011 BF11              | 4 de gener de 2010     | Kitt Peak            | Spacewatch               |
| 367825 | 2011 BC15              | 26 de desembre de 2005 | Kitt Peak            | Spacewatch               |
| 367826 | 2011 BG17              | 16 de setembre de 2009 | Catalina             | CSS                      |
| 367827 | 2011 BL20              | 21 de desembre de 2005 | Kitt Peak            | Spacewatch               |
| 367828 | 2011 BZ23              | 18 de setembre de 2003 | Palomar              | NEAT                     |
| 367829 | 2011 BD25              | 30 de gener de 2000    | Socorro              | LINEAR                   |
| 367830 | 2011 BQ27              | 5 d'octubre de 1996    | Kitt Peak            | Spacewatch               |
| 367831 | 2011 BM32              | 12 d'agost de 2001     | Palomar              | NEAT                     |
| 367832 | 2011 BR32              | 13 de febrer de 2010   | WISE                 | WISE                     |
| 367833 | 2011 BV57              | 7 de febrer de 2006    | Kitt Peak            | Spacewatch               |
| 367834 | 2011 BH63              | 6 de febrer de 2002    | Kitt Peak            | Spacewatch               |
| 367835 | 2011 BQ80              | 29 de gener de 2010    | WISE                 | WISE                     |
| 367836 | 2011 BB81              | 28 de juliol de 2008   | Mount Lemmon         | Mt. Lemmon Survey        |
| 367837 | 2011 BC87              | 9 de febrer de 2005    | Mount Lemmon         | Mt. Lemmon Survey        |
| 367838 | 2011 BW89              | 26 de gener de 2006    | Kitt Peak            | Spacewatch               |
| 367839 | 2011 BO94              | 7 de desembre de 2005  | Kitt Peak            | Spacewatch               |
| 367840 | 2011 BW97              | 29 de gener de 2011    | Mount Lemmon         | Mt. Lemmon Survey        |
| 367841 | 2011 BQ101             | 18 d'agost de 2009     | Kitt Peak            | Spacewatch               |
| 367842 | 2011 BV103             | 26 de març de 2006     | Mount Lemmon         | Mt. Lemmon Survey        |
| 367843 | 2011 BH118             | 20 de febrer de 2002   | Kitt Peak            | Spacewatch               |
| 367844 | 2011 BE120             | 19 d'octubre de 2003   | Palomar              | NEAT                     |
| 367845 | 2011 BA121             | 22 de setembre de 2003 | Kitt Peak            | Spacewatch               |
| 367846 | 2011 BB123             | 9 de gener de 2000     | Kitt Peak            | Spacewatch               |
| 367847 | 2011 BV153             | 10 de desembre de 2005 | Kitt Peak            | Spacewatch               |
| 367848 | 2011 CN4               | 14 de febrer de 2010   | WISE                 | WISE                     |
| 367849 | 2011 CB9               | 30 d'agost de 2005     | Palomar              | NEAT                     |
| 367850 | 2011 CG19              | 12 de novembre de 2005 | Kitt Peak            | Spacewatch               |
| 367851 | 2011 CH23              | 10 de desembre de 2010 | Mount Lemmon         | Mt. Lemmon Survey        |
| 367852 | 2011 CQ23              | 1 d'octubre de 2003    | Kitt Peak            | Spacewatch               |
| 367853 | 2011 CW29              | 8 d'octubre de 2008    | Mount Lemmon         | Mt. Lemmon Survey        |
| 367854 | 2011 CM33              | 7 d'agost de 2008      | Kitt Peak            | Spacewatch               |
| 367855 | 2011 CG36              | 13 d'octubre de 1993   | Kitt Peak            | Spacewatch               |
| 367856 | 2011 CK44              | 28 de setembre de 2008 | Catalina             | CSS                      |
| 367857 | 2011 CD46              | 20 de setembre de 2003 | Kitt Peak            | Spacewatch               |
| 367858 | 2011 CK48              | 11 de desembre de 2004 | Kitt Peak            | Spacewatch               |
| 367859 | 2011 CD59              | 5 de febrer de 2000    | Kitt Peak            | M. W. Buie               |
| 367860 | 2011 CU64              | 25 d'abril de 2007     | Kitt Peak            | Spacewatch               |
| 367861 | 2011 CC72              | 8 de desembre de 2010  | Mount Lemmon         | Mt. Lemmon Survey        |
| 367862 | 2011 CU78              | 30 de setembre de 2003 | Kitt Peak            | Spacewatch               |
| 367863 | 2011 CW85              | 10 de desembre de 2004 | Kitt Peak            | Spacewatch               |
| 367864 | 2011 CB86              | 5 de desembre de 2009  | Tzec Maun            | Tzec Maun                |
| 367865 | 2011 CD88              | 26 de gener de 2006    | Mount Lemmon         | Mt. Lemmon Survey        |
| 367866 | 2011 CO91              | 5 de març de 2006      | Kitt Peak            | Spacewatch               |
| 367867 | 2011 CC107             | 5 de març de 2006      | Kitt Peak            | Spacewatch               |
| 367868 | 2011 CH115             | 19 de setembre de 2003 | Palomar              | NEAT                     |
| 367869 | 2011 DD14              | 22 de gener de 2006    | Mount Lemmon         | Mt. Lemmon Survey        |
| 367870 | 2011 DL18              | 25 d'octubre de 2003   | Kitt Peak            | Spacewatch               |
| 367871 | 2011 DL24              | 30 de gener de 2011    | Haleakala            | Pan-STARRS 1             |
| 367872 | 2011 DN28              | 20 de febrer de 2006   | Kitt Peak            | Spacewatch               |
| 367873 | 2011 DO30              | 27 de novembre de 2009 | Mount Lemmon         | Mt. Lemmon Survey        |
| 367874 | 2011 DX51              | 31 de març de 2003     | Kitt Peak            | Spacewatch               |
| 367875 | 2011 EU                | 13 de novembre de 2010 | Mount Lemmon         | Mt. Lemmon Survey        |
| 367876 | 2011 EN18              | 19 de novembre de 2009 | Kitt Peak            | Spacewatch               |
| 367877 | 2011 EB35              | 27 de setembre de 2003 | Kitt Peak            | Spacewatch               |
| 367878 | 2011 FG53              | 6 de setembre de 2008  | Mount Lemmon         | Mt. Lemmon Survey        |
| 367879 | 2011 FO157             | 9 de març de 2011      | Mount Lemmon         | Mt. Lemmon Survey        |
| 367880 | 2011 HR11              | 10 de març de 2005     | Catalina             | CSS                      |
| 367881 | 2011 LX4               | 31 d'octubre de 2002   | Anderson Mesa        | LONEOS                   |
| 367882 | 2011 SP36              | 30 de setembre de 2006 | Mount Lemmon         | Mt. Lemmon Survey        |
| 367883 | 2011 UP57              | 21 de setembre de 2011 | Kitt Peak            | Spacewatch               |
| 367884 | 2011 UM189             | 9 de maig de 2005      | Anderson Mesa        | LONEOS                   |
| 367885 | 2011 UV405             | 14 d'agost de 2002     | Kitt Peak            | Spacewatch               |
| 367886 | 2011 WN24              | 4 de maig de 2010      | Siding Spring        | Siding Spring Survey     |
| 367887 | 2011 WX145             | 6 d'octubre de 2004    | Kitt Peak            | Spacewatch               |
| 367888 | 2011 YO1               | 11 de setembre de 2007 | Kitt Peak            | Spacewatch               |
| 367889 | 2011 YY5               | 3 de març de 2008      | Siding Spring        | Siding Spring Survey     |
| 367890 | 2011 YH12              | 6 de desembre de 2005  | Kitt Peak            | Spacewatch               |
| 367891 | 2011 YH20              | 27 de febrer de 2009   | Kitt Peak            | Spacewatch               |
| 367892 | 2011 YG59              | 19 de desembre de 2007 | Kitt Peak            | Spacewatch               |
| 367893 | 2012 AP4               | 26 de setembre de 2000 | Apache Point         | Sloan Digital Sky Survey |
| 367894 | 2012 AW5               | 3 de març de 2005      | Kitt Peak            | Spacewatch               |
| 367895 | 2012 AB14              | 12 de setembre de 2007 | Catalina             | CSS                      |
| 367896 | 2012 AH14              | 14 de març de 2005     | Mount Lemmon         | Mt. Lemmon Survey        |
| 367897 | 2012 AS23              | 12 de desembre de 2004 | Kitt Peak            | Spacewatch               |
| 367898 | 2012 BX16              | 27 de gener de 2003    | Haleakala            | NEAT                     |
| 367899 | 2012 BE17              | 19 de desembre de 2004 | Mount Lemmon         | Mt. Lemmon Survey        |
| 367900 | 2012 BZ18              | 16 de gener de 2005    | Desert Eagle         | W. K. Y. Yeung           |

## 367901-368000
| Nom           | Designació provisional | Data de descobriment   | Lloc de descobriment | Descobridor/s            |
| ------------- | ---------------------- | ---------------------- | -------------------- | ------------------------ |
| 367901        | 2012 BS19              | 8 de maig de 2008      | Siding Spring        | Siding Spring Survey     |
| 367902        | 2012 BK29              | 18 de maig de 2002     | Palomar              | NEAT                     |
| 367903        | 2012 BJ44              | 21 d'abril de 2009     | Kitt Peak            | Spacewatch               |
| 367904        | 2012 BK48              | 21 de febrer de 2001   | Kitt Peak            | Spacewatch               |
| 367905        | 2012 BF52              | 30 d'octubre de 2005   | Mount Lemmon         | Mt. Lemmon Survey        |
| 367906        | 2012 BJ52              | 9 d'abril de 2003      | Palomar              | NEAT                     |
| 367907        | 2012 BC55              | 27 de setembre de 2006 | Mount Lemmon         | Mt. Lemmon Survey        |
| 367908        | 2012 BS56              | 12 de novembre de 2007 | Mount Lemmon         | Mt. Lemmon Survey        |
| 367909        | 2012 BU58              | 3 de novembre de 2007  | Kitt Peak            | Spacewatch               |
| 367910        | 2012 BQ68              | 20 de desembre de 2004 | Mount Lemmon         | Mt. Lemmon Survey        |
| 367911        | 2012 BU68              | 18 de març de 2009     | Mount Lemmon         | Mt. Lemmon Survey        |
| 367912        | 2012 BN94              | 16 de setembre de 1998 | Kitt Peak            | Spacewatch               |
| 367913        | 2012 BV108             | 17 de gener de 2005    | Socorro              | LINEAR                   |
| 367914        | 2012 BX112             | 21 d'agost de 2006     | Kitt Peak            | Spacewatch               |
| 367915        | 2012 BC122             | 29 de setembre de 2005 | Kitt Peak            | Spacewatch               |
| 367916        | 2012 BX124             | 18 de setembre de 2003 | Palomar              | NEAT                     |
| 367917        | 2012 BH125             | 11 de març de 2003     | Palomar              | NEAT                     |
| 367918        | 2012 BZ125             | 30 de desembre de 2007 | Kitt Peak            | Spacewatch               |
| 367919        | 2012 BE126             | 19 de setembre de 2003 | Palomar              | NEAT                     |
| 367920        | 2012 BY130             | 23 de febrer de 2007   | Catalina             | CSS                      |
| 367921        | 2012 BA133             | 31 de març de 2008     | Mount Lemmon         | Mt. Lemmon Survey        |
| 367922        | 2012 BG133             | 4 de febrer de 2003    | Haleakala            | NEAT                     |
| 367923        | 2012 BG144             | 3 d'octubre de 2006    | Mount Lemmon         | Mt. Lemmon Survey        |
| 367924        | 2012 BT149             | 16 de febrer de 2004   | Kitt Peak            | Spacewatch               |
| 367925        | 2012 BN150             | 15 de setembre de 2006 | Kitt Peak            | Spacewatch               |
| 367926        | 2012 BQ151             | 24 de setembre de 2003 | Palomar              | NEAT                     |
| 367927        | 2012 BQ152             | 26 de novembre de 2003 | Kitt Peak            | Spacewatch               |
| 367928        | 2012 CT11              | 3 de setembre de 2010  | Mount Lemmon         | Mt. Lemmon Survey        |
| 367929        | 2012 CD14              | 16 de maig de 2004     | Siding Spring        | Siding Spring Survey     |
| 367930        | 2012 CL15              | 2 de juliol de 2005    | Kitt Peak            | Spacewatch               |
| 367931        | 2012 CS15              | 14 de maig de 2005     | Kitt Peak            | Spacewatch               |
| 367932        | 2012 CJ21              | 15 de gener de 2005    | Kitt Peak            | Spacewatch               |
| 367933        | 2012 CG26              | 13 de març de 2005     | Kitt Peak            | Spacewatch               |
| 367934        | 2012 CM42              | 28 de març de 2008     | Mount Lemmon         | Mt. Lemmon Survey        |
| 367935        | 2012 CA43              | 21 de desembre de 2005 | Kitt Peak            | Spacewatch               |
| 367936        | 2012 CB54              | 10 de maig de 2005     | Kitt Peak            | Spacewatch               |
| 367937        | 2012 CW56              | 10 de març de 2003     | Anderson Mesa        | LONEOS                   |
| 367938        | 2012 DD1               | 26 de setembre de 2006 | Mount Lemmon         | Mt. Lemmon Survey        |
| 367939        | 2012 DB6               | 14 de maig de 2002     | Kitt Peak            | Spacewatch               |
| 367940        | 2012 DW9               | 7 d'abril de 2003      | Kitt Peak            | Spacewatch               |
| 367941        | 2012 DZ12              | 8 d'abril de 2002      | Palomar              | NEAT                     |
| 367942        | 2012 DP13              | 20 d'agost de 2009     | Kitt Peak            | Spacewatch               |
| 367943 Duende | 2012 DA14              | 23 de febrer de 2012   | La Sagra             | OAM                      |
| 367944        | 2012 DR15              | 15 de novembre de 2003 | Kitt Peak            | Spacewatch               |
| 367945        | 2012 DF16              | 16 d'abril de 2005     | Kitt Peak            | Spacewatch               |
| 367946        | 2012 DP24              | 25 de novembre de 2006 | Catalina             | CSS                      |
| 367947        | 2012 DE27              | 26 de març de 2001     | Kitt Peak            | Spacewatch               |
| 367948        | 2012 DH28              | 29 de setembre de 2005 | Mount Lemmon         | Mt. Lemmon Survey        |
| 367949        | 2012 DZ31              | 14 de desembre de 2001 | Kitt Peak            | Spacewatch               |
| 367950        | 2012 DM35              | 3 de març de 2005      | Catalina             | CSS                      |
| 367951        | 2012 DM44              | 10 d'octubre de 2005   | Catalina             | CSS                      |
| 367952        | 2012 DG53              | 4 de març de 2006      | Mount Lemmon         | Mt. Lemmon Survey        |
| 367953        | 2012 DM55              | 9 de febrer de 2005    | Kitt Peak            | Spacewatch               |
| 367954        | 2012 DJ57              | 10 de març de 2005     | Mount Lemmon         | Mt. Lemmon Survey        |
| 367955        | 2012 DV57              | 31 de desembre de 2007 | Mount Lemmon         | Mt. Lemmon Survey        |
| 367956        | 2012 DL59              | 1 de desembre de 2003  | Kitt Peak            | Spacewatch               |
| 367957        | 2012 DM62              | 1 d'octubre de 2000    | Socorro              | LINEAR                   |
| 367958        | 2012 DZ64              | 4 de març de 2005      | Mount Lemmon         | Mt. Lemmon Survey        |
| 367959        | 2012 DX69              | 8 de novembre de 2007  | Kitt Peak            | Spacewatch               |
| 367960        | 2012 DR75              | 19 de gener de 2012    | Haleakala            | Pan-STARRS 1             |
| 367961        | 2012 DF78              | 19 de març de 2001     | Haleakala            | NEAT                     |
| 367962        | 2012 DJ79              | 12 de febrer de 2002   | Socorro              | LINEAR                   |
| 367963        | 2012 DQ79              | 26 de gener de 2001    | Kitt Peak            | Spacewatch               |
| 367964        | 2012 DY84              | 29 de setembre de 2009 | Mount Lemmon         | Mt. Lemmon Survey        |
| 367965        | 2012 DV86              | 2 d'abril de 2006      | Mount Lemmon         | Mt. Lemmon Survey        |
| 367966        | 2012 DV87              | 4 de setembre de 2003  | Kitt Peak            | Spacewatch               |
| 367967        | 2012 DE88              | 1 de novembre de 2005  | Kitt Peak            | Spacewatch               |
| 367968        | 2012 DC89              | 17 de novembre de 2006 | Mount Lemmon         | Mt. Lemmon Survey        |
| 367969        | 2012 DU89              | 27 de desembre de 2005 | Kitt Peak            | Spacewatch               |
| 367970        | 2012 DG96              | 8 de febrer de 2002    | Kitt Peak            | Spacewatch               |
| 367971        | 2012 DZ96              | 19 de desembre de 1995 | Kitt Peak            | Spacewatch               |
| 367972        | 2012 DS97              | 1 de març de 1995      | Kitt Peak            | Spacewatch               |
| 367973        | 2012 DW97              | 19 de juny de 2004     | Kitt Peak            | Spacewatch               |
| 367974        | 2012 DX97              | 16 de setembre de 2009 | Catalina             | CSS                      |
| 367975        | 2012 EV10              | 16 de setembre de 2003 | Kitt Peak            | Spacewatch               |
| 367976        | 2012 EH11              | 28 d'agost de 2009     | Kitt Peak            | Spacewatch               |
| 367977        | 2012 EW11              | 14 de gener de 2008    | Kitt Peak            | Spacewatch               |
| 367978        | 2012 ED12              | 11 de març de 2002     | Palomar              | NEAT                     |
| 367979        | 2012 EL16              | 27 de desembre de 2006 | Mount Lemmon         | Mt. Lemmon Survey        |
| 367980        | 2012 EK17              | 11 d'abril de 2007     | Catalina             | CSS                      |
| 367981        | 2012 FT                | 23 de març de 2003     | Apache Point         | Sloan Digital Sky Survey |
| 367982        | 2012 FT5               | 22 d'agost de 2003     | Palomar              | NEAT                     |
| 367983        | 2012 FH7               | 8 d'octubre de 2005    | Kitt Peak            | Spacewatch               |
| 367984        | 2012 FJ10              | 2 de març de 1995      | Kitt Peak            | Spacewatch               |
| 367985        | 2012 FQ10              | 27 de març de 2008     | Mount Lemmon         | Mt. Lemmon Survey        |
| 367986        | 2012 FJ14              | 15 de juliol de 2002   | Palomar              | NEAT                     |
| 367987        | 2012 FM14              | 17 de novembre de 2006 | Mount Lemmon         | Mt. Lemmon Survey        |
| 367988        | 2012 FC15              | 2 de març de 1995      | Kitt Peak            | Spacewatch               |
| 367989        | 2012 FO21              | 10 de març de 2007     | Mount Lemmon         | Mt. Lemmon Survey        |
| 367990        | 2012 FH25              | 30 de juliol de 2005   | Palomar              | NEAT                     |
| 367991        | 2012 FL25              | 29 de maig de 2005     | Campo Imperatore     | CINEOS                   |
| 367992        | 2012 FQ30              | 23 d'octubre de 2006   | Mount Lemmon         | Mt. Lemmon Survey        |
| 367993        | 2012 FV31              | 17 de novembre de 2009 | Mount Lemmon         | Mt. Lemmon Survey        |
| 367994        | 2012 FW33              | 25 d'octubre de 2005   | Mount Lemmon         | Mt. Lemmon Survey        |
| 367995        | 2012 FF36              | 16 de novembre de 2006 | Kitt Peak            | Spacewatch               |
| 367996        | 2012 FD37              | 24 de març de 2003     | Kitt Peak            | Spacewatch               |
| 367997        | 2012 FJ39              | 30 de maig de 2008     | Mount Lemmon         | Mt. Lemmon Survey        |
| 367998        | 2012 FT39              | 8 de desembre de 2010  | Kitt Peak            | Spacewatch               |
| 367999        | 2012 FE42              | 1 de gener de 2008     | Kitt Peak            | Spacewatch               |
| 368000        | 2012 FK44              | 4 de desembre de 2011  | Haleakala            | Pan-STARRS 1             |